# 訃報 2023年8月
訃報 2023年8月（ふほう 2023ねん8がつ）では、2023年8月に物故した、または物故が報じられた人物についてまとめる。

## 1日 - 15日

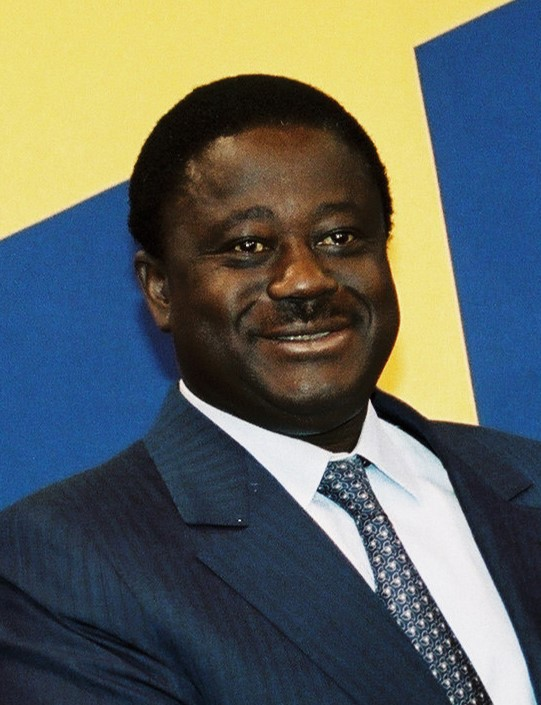
コナン・ベディエ／8月1日没

藤田陽三／8月1日没

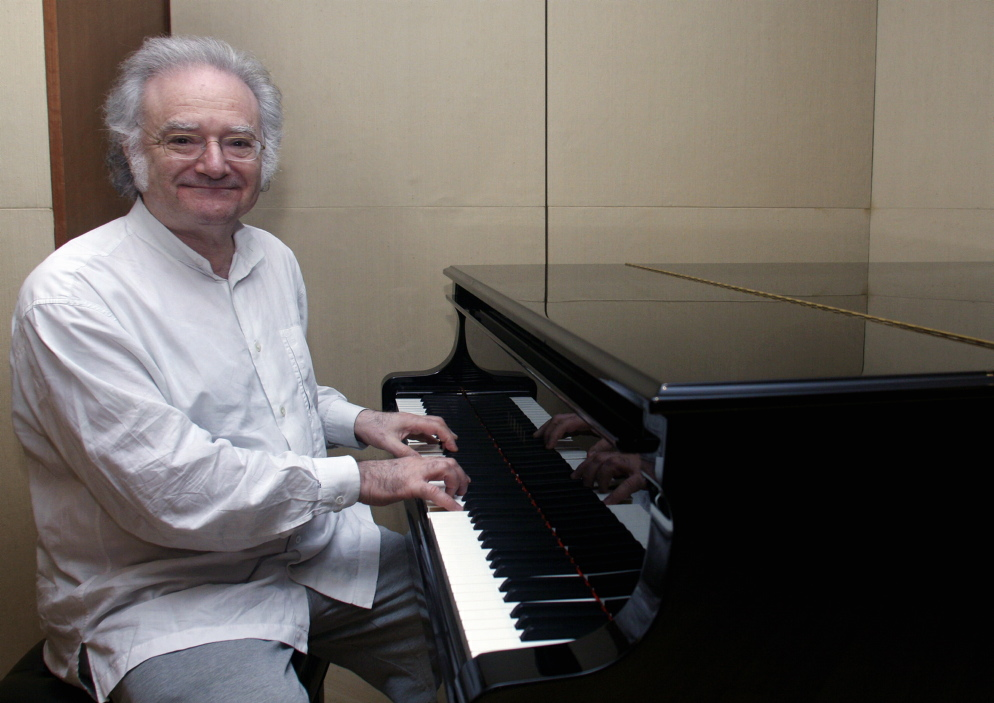
カール・デイヴィス／8月3日没

マーク・マーゴリス／8月3日没

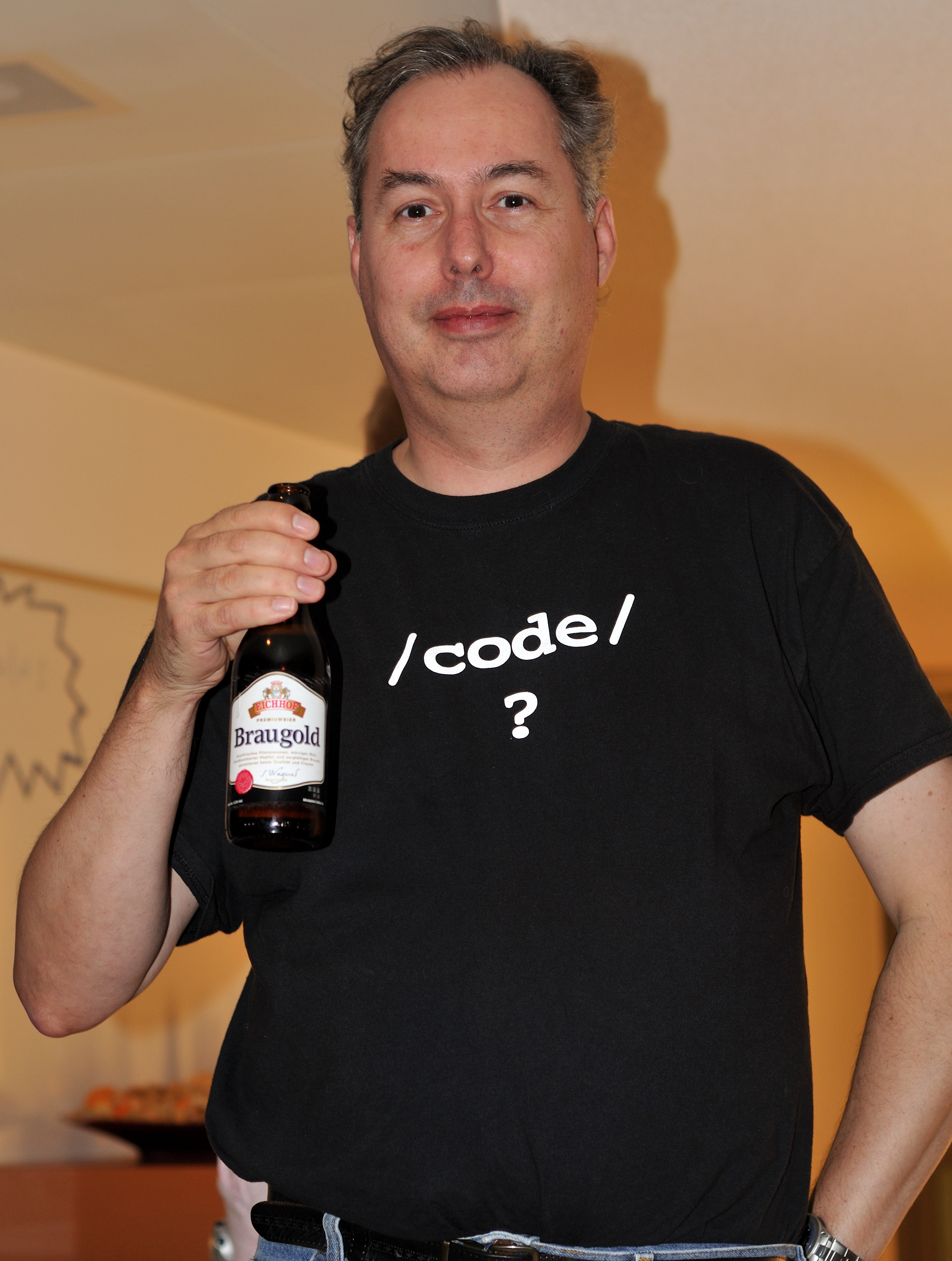
ブラム・ムールナー／8月3日没

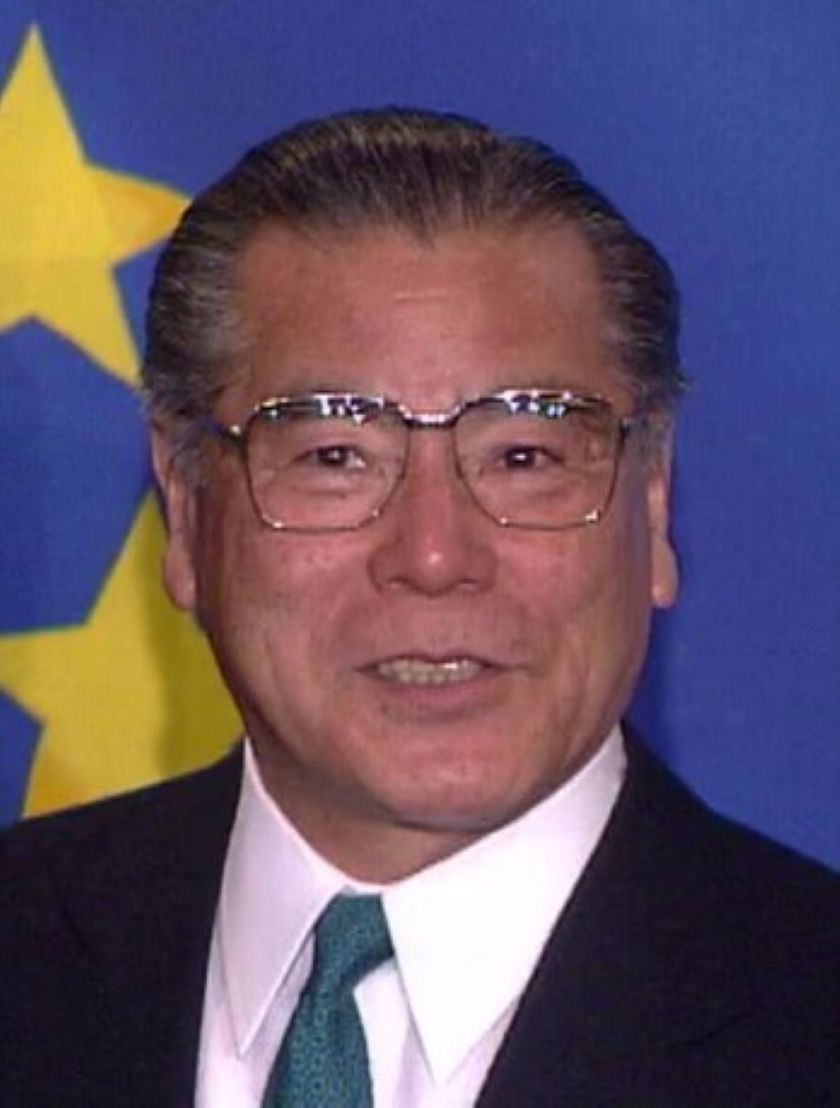
畑英次郎／8月4日没

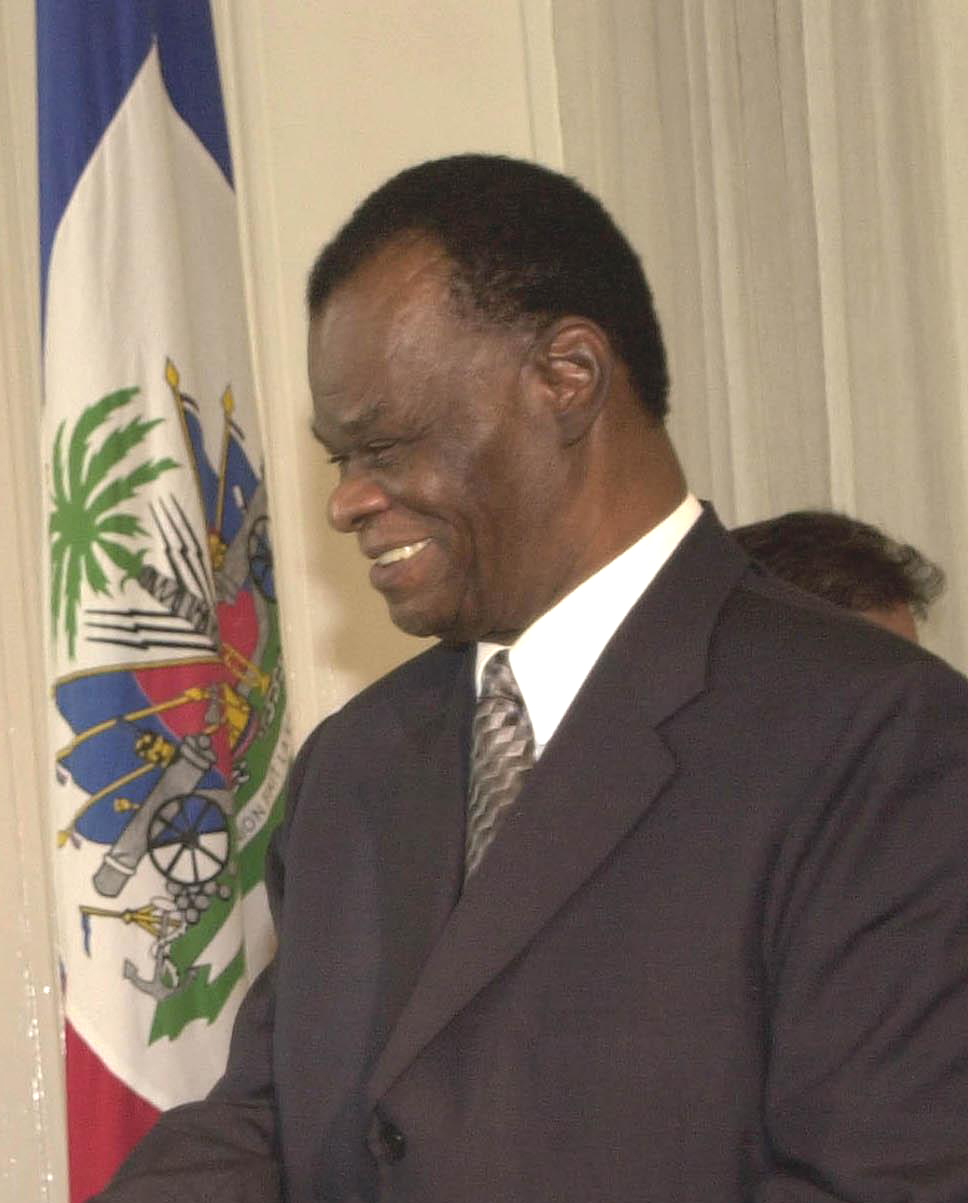
ボニファス・アレクサンドル／8月4日没

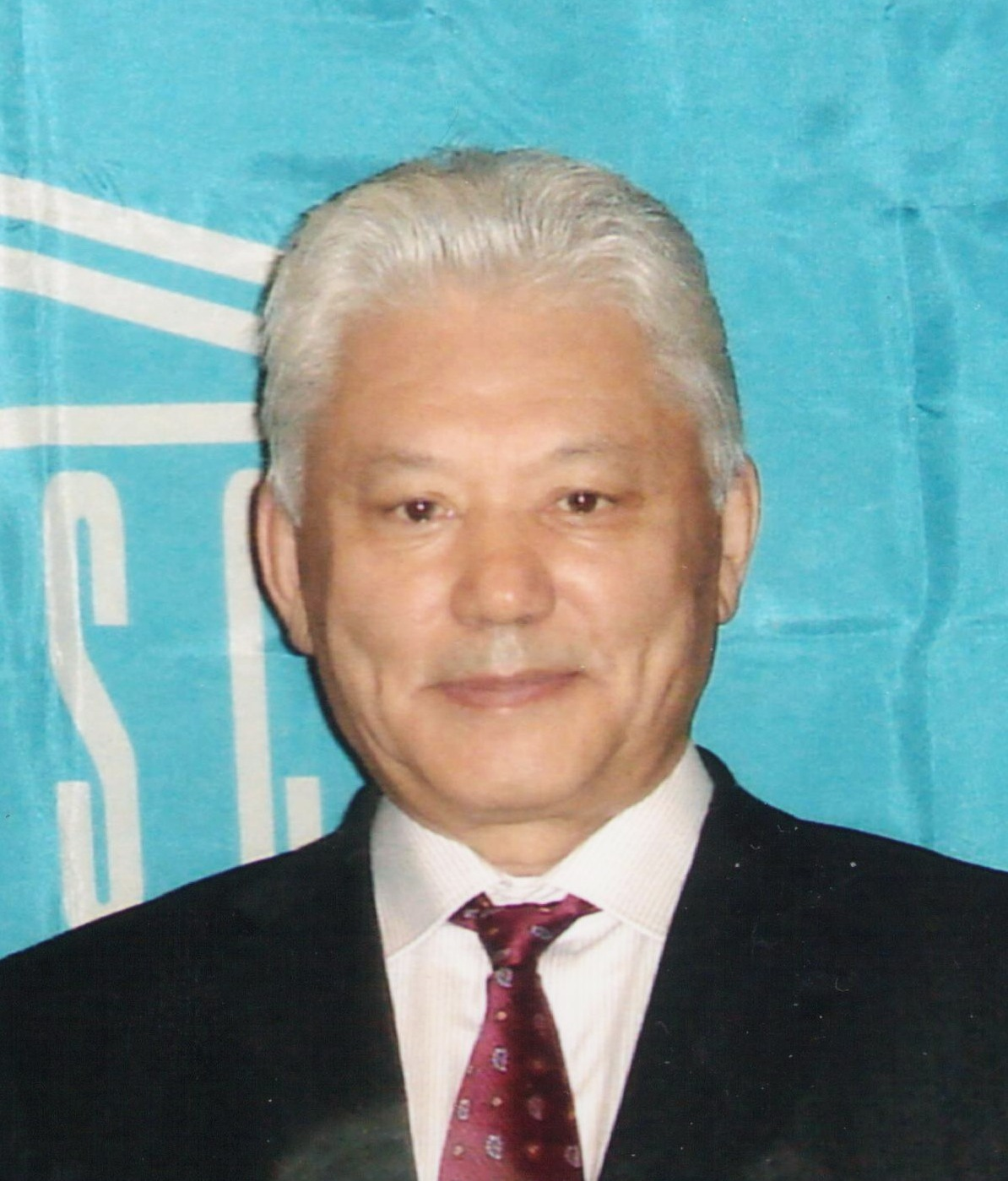
ミハイル・ニコラエフ／8月4日没

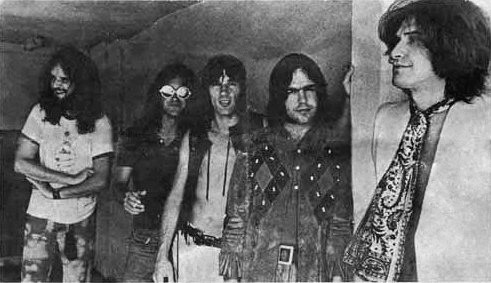
ジョン・ゴスリング（左端）／8月4日没（訃報発表日）

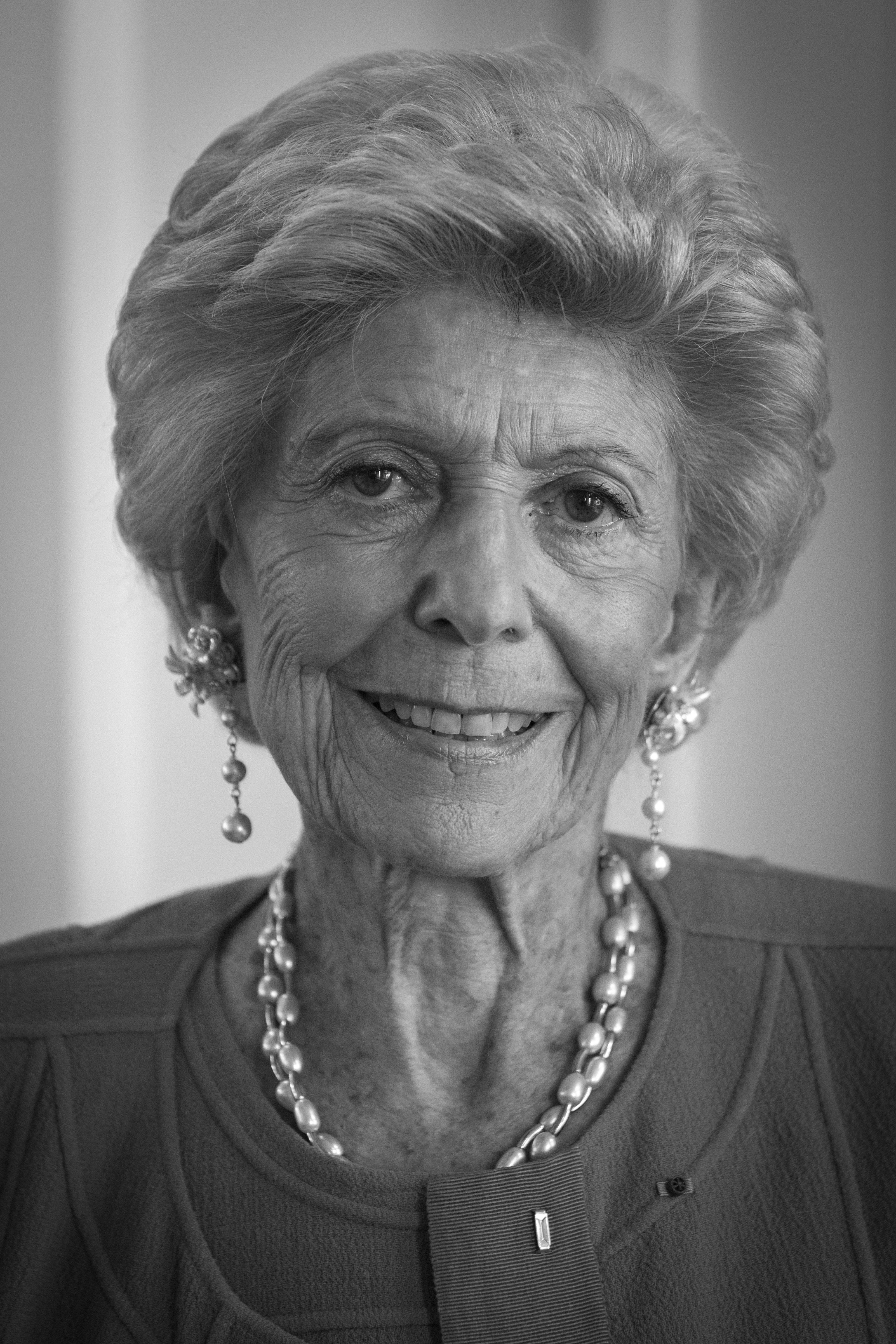
エレーヌ・カレール・ダンコース／8月5日没

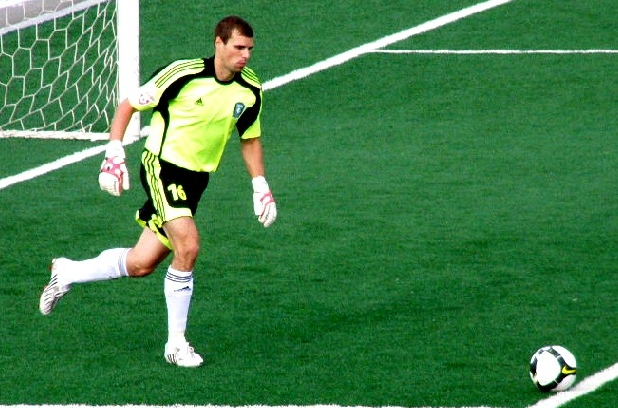
ヴェニアミン・マンドリキン／8月6日没

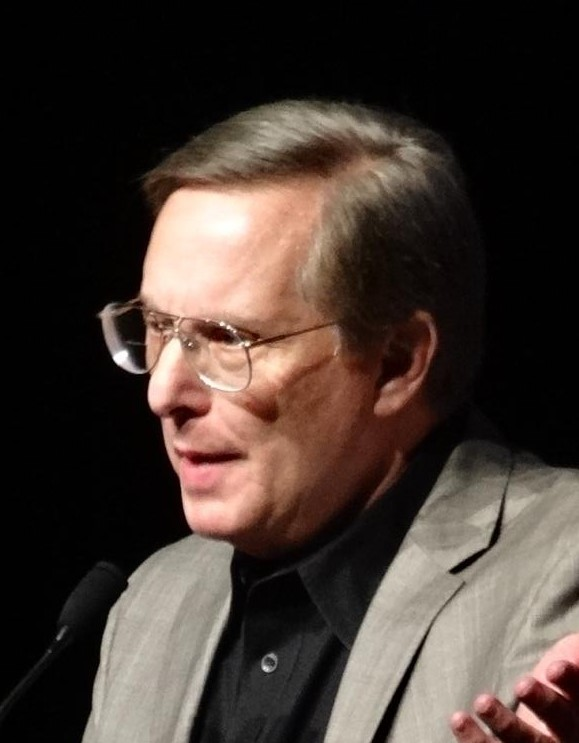
ウィリアム・フリードキン／8月7日没

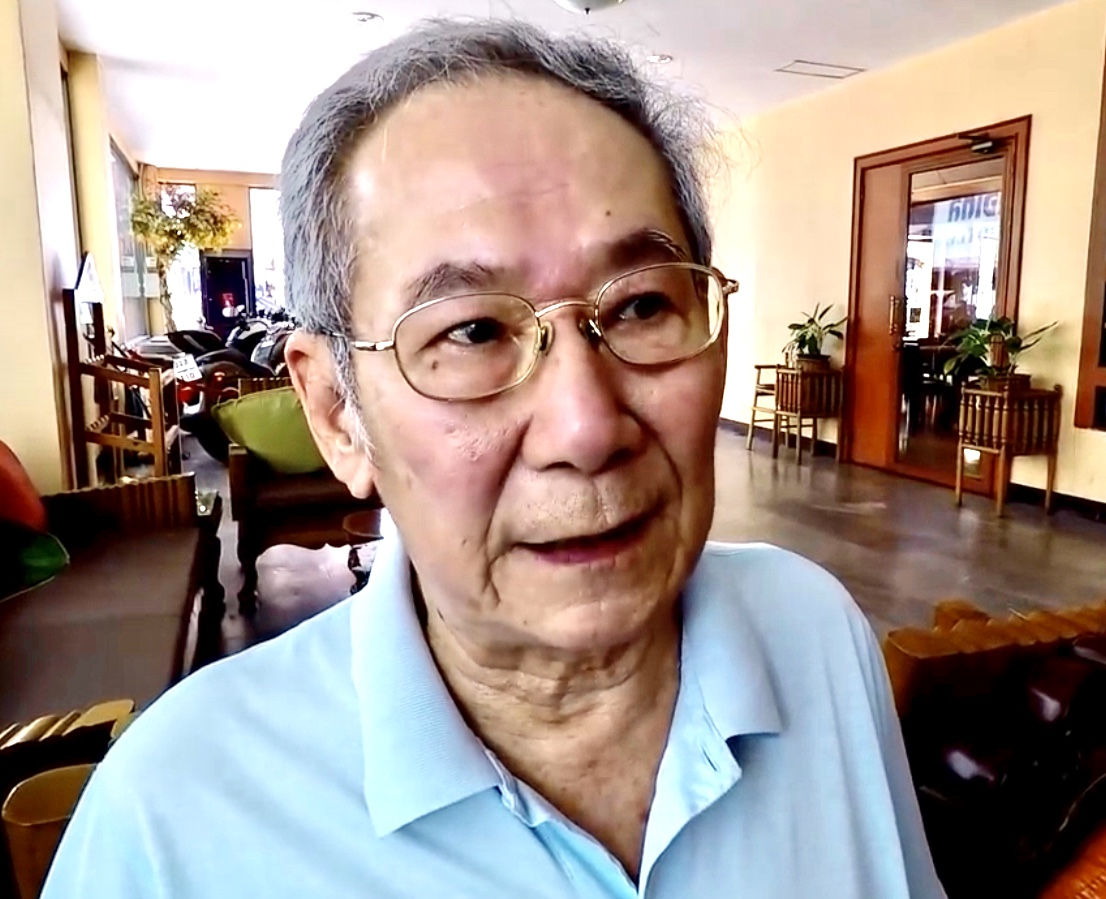
ニティ・イアオシーウォン／8月7日没

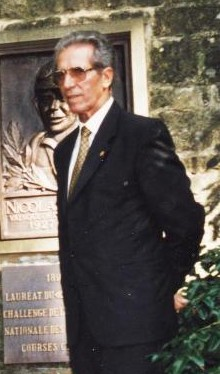
フェデリコ・バーモンテス／8月8日没

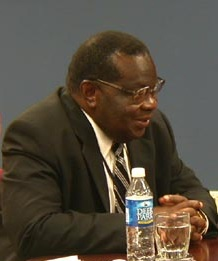
グドール・ゴンドウェ／8月8日没

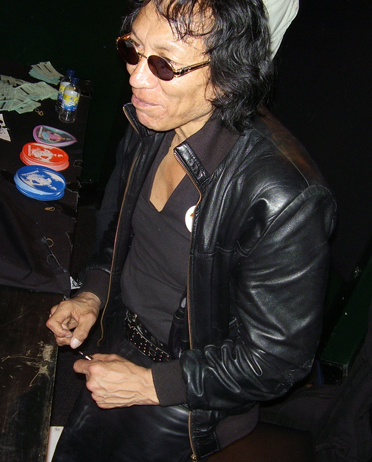
シクスト・ロドリゲス／8月8日没

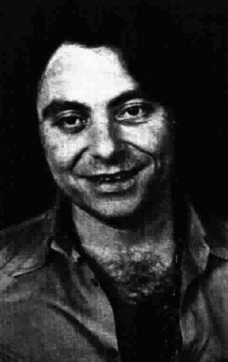
ペピーノ・ガリアルディ／8月9日没

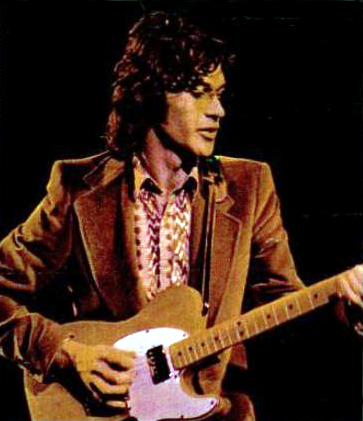
ロビー・ロバートソン／8月9日没

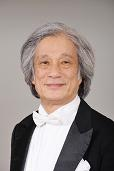
飯守泰次郎／8月15日没

- 8月1日 - ズオン・ヴァン・ゴー（英語版）、ベトナムの郵便局員、手紙代筆職人（* 1930年）[1]
- 8月1日 - ジュヌヴィエーヴ・ド・フォントネー（フランス語版）、フランスの女性実業家、元ミス・フランス選考委員会コミッショナー（* 1932年）[2]
- 8月1日 - 青木賢児、日本のテレビプロデューサー、元日本放送協会報道番組部長・専務理事、NHK交響楽団理事長、宮崎県立芸術劇場初代館長（* 1932年）[3]
- 8月1日 - アレクサンドル・コルカー（英語版）、ロシアの作曲家（* 1933年）[4]
- 8月1日 - 土肥孝治、日本の弁護士、元検事総長（* 1933年）[5]
- 8月1日（訃報発表日） - ドム・ミナシ（ドイツ語版）、アメリカ合衆国のギタリスト（* 1933年）[6]
- 8月1日 - コナン・ベディエ、コートジボワールの政治家、第2代大統領（* 1934年）[7]
- 8月1日 - ロビー・シェパード（英語版）、イギリスのブロードキャスター、作家（* 1936年）[8]
- 8月1日（訃報発表日） - レンドヴァイ・ティボル（英語版）、ハンガリーのサイクリスト（* 1940年）[9]
- 8月1日 - ウィリアムソン・マーレー、アメリカ合衆国の軍事歴史学者（* 1941年）[10]
- 8月1日 - 藤田陽三、日本の政治家、元福岡県筑紫野市長、元福岡県議会議員、元筑紫野市議会議員（* 1942年）[11]
- 8月1日 - リチャード・フェイス（英語版）、オーストラリアの政治家（* 1942年）[12]
- 8月1日 - シャムス・ブネリ（英語版）、アフガニスタンの詩人（* 1946年）[13]
- 8月1日 - シーラ・オリバー（英語版）、アメリカ合衆国の政治家、ニュージャージー州副知事（* 1952年）[14]
- 8月1日 - トニー・ブライエン（英語版）、アイルランドのサッカー選手（* 1969年）[15]
- 8月1日 - デイビッド・ル・バタール（英語版）、アメリカ合衆国のグラフィックアーティスト（* 1972年）[16]
- 8月1日 - マリアナ・シルブ（英語版）、ルーマニアのヴァイオリニスト（* 生年不詳）[17]
- 8月2日 - プニーナ・ゲイリー（英語版）、イスラエルの女優、劇作家、舞台監督（* 1927年）[18]
- 8月2日 - 安倍道典、日本の実業家、元大映テレビ社長（* 1932年）[19]
- 8月2日 - 野田道子、日本の児童文学作家（* 1937年）[20]
- 8月2日 - ローレンス・デオナ（英語版）、スイスのジャーナリスト、作家、写真家（* 1937年）[21]
- 8月2日 - デラノ・ルイス（英語版）、アメリカ合衆国の弁護士、実業家、外交官、元駐南アフリカ米国大使（* 1938年）[22]
- 8月2日 - 田中吉武、日本の実業家、ヒップ代表取締役会長兼社長（* 1944年）[23]
- 8月2日 - ラモン・ロボ（英語版）、スペイン、ベネズエラのジャーナリスト、ライター（* 1955年）[24]
- 8月2日 - チャールズ・バレンタイン、アメリカ合衆国のバスケットボール選手（* 1963年）[25]
- 8月2日 - ニティン・チャンドラカント・デザイ（英語版）、インドのアートディレクター（* 1965年）[26]
- 8月3日 - 坂本至正、日本の政治家、元岩手県水沢市長（* 1928年?）[27]
- 8月3日 - ヴィクトル・パヴロヴィッチ・マスロフ（英語版）、ロシアの数学者（* 1930年）[28]
- 8月3日 - ジル・ペロー（フランス語版）、フランスの作家、ジャーナリスト（* 1931年）[29]
- 8月3日 - カール・デイヴィス、アメリカ合衆国の指揮者、作曲家（* 1936年）[30]
- 8月3日 - イジャズ・バット（英語版）、パキスタンのクリケット選手（* 1938年）[31]
- 8月3日 - マーク・マーゴリス、アメリカ合衆国の俳優（* 1939年）[32][33]
- 8月3日 - ナムデオ・ドンド・マハノール（英語版）、インドの詩人（* 1942年）[34]
- 8月3日 - イリーナ・ミロシニチェンコ（英語版）、ロシアの女優（* 1942年）[35]
- 8月3日 - ブラム・ムールナー、オランダ出身のプログラマー、Vimの作者（* 1961年）[36]
- 8月4日 - 畑英次郎、日本の政治家、元衆議院議員【自由民主党・新生党・新進党・太陽党・民政党・民主党所属】、第56代通商産業大臣、第19代農林水産大臣、元大分県日田市長（* 1928年）[37]
- 8月4日 - ルイス・アラルコン（英語版）、チリの俳優（* 1929年）[38]
- 8月4日 - 宜保榮治郎、日本の沖縄芸能研究家、沖縄大学教授、国立劇場おきなわ常務理事、元沖縄県教育委員会文化課長、沖縄県立博物館長（* 1934年）[39]
- 8月4日 - ボニファス・アレクサンドル、ハイチの政治家、元大統領代行、暫定大統領（* 1936年）[40]
- 8月4日 - ミハイル・ニコラエフ、ロシアの政治家、サハ共和国初代大統領（* 1937年）[41]
- 8月4日 - 小野恵美子、日本の元ダンサー、スパリゾートハワイアンズ初代フラガール（* 1944年）[42]
- 8月4日（訃報発表日） - ジョン・ゴスリング（英語版）、イングランドのキーボード奏者、ロックバンド「キンクス」の元メンバー（* 1948年）[43][44][45]
- 8月4日 - セルヒー・スラベンコ（英語版）、ウクライナの政治家、元ウクライナ最高議会議員（* 1965年）[46]
- 8月5日 - エレーヌ・カレール・ダンコース、フランスの歴史家、アカデミー・フランセーズ会員（* 1929年）[47]
- 8月5日 - フィリップ・キュルヴァル（英語版）、フランスのSF作家（* 1929年）[48]
- 8月5日 - 池田一臣、日本の俳優、声優（* 1932年）[49]
- 8月5日 - 森内俊雄、日本の小説家（* 1936年）[50]
- 8月5日 - アーサー・シュミット、アメリカ合衆国の映画編集技師（* 1937年）[51]
- 8月5日（訃報発表日） - 閻月明、中国の相声芸人（* 1945年?）[52]
- 8月5日 - 岩田廉太郎、日本の漫画家（* 1951年）[53]
- 8月5日 - ISSAY、日本のヴォーカリスト、DER ZIBETのメンバー（* 1962年）[54]
- 8月5日 - ガン・テイク・チャイ（英語版）、マレーシアのバドミントン選手（* 1983年）[55]
- 8月5日 - 佐野菜見、日本の漫画家（* 1987年）[56]
- 8月6日 - 丹保憲仁、日本の水環境工学者、元北海道大学学長（* 1933年）[57]
- 8月6日 - ガッダー（英語版）、インドの詩人、政治活動家（* 1949年）[58]
- 8月6日 - 入江純、日本の女優、声優（* 1970年）[59]
- 8月6日 - デイヴィー・チャン（中国語版）（陳匡栄）、香港のギタリスト、ドラマー、作曲家、音楽プロデューサー、バンド「Lazy Mutha Fucka（英語版）」のメンバー（* 1971年）[60][61]
- 8月6日 - ヴェニアミン・マンドリキン、ロシアのサッカー選手（* 1981年）[62]
- 8月7日 - マリオ・トロンティ（イタリア語版）、イタリアの哲学者、政治家、元イタリア共産党員、元元老院議員（* 1931年）[63]
- 8月7日 - ウィリアム・フリードキン、アメリカ合衆国の映画監督（* 1935年）[64]
- 8月7日 - ニティ・イアオシーウォン、タイの歴史学者（* 1940年）[65]
- 8月7日 - アラシ・バラバニアン（英語版）、ブラジルの女優（* 1940年）[66]
- 8月7日 - エルキン・コライ、トルコのロックミュージシャン（* 1941年）[67]
- 8月7日 - ジム・プライス（英語版）、アメリカ合衆国の元MLB選手【デトロイト・タイガース所属】、タイガース専属ラジオ解説者（* 1941年）[68][69]
- 8月7日 - 植村裕之、日本の実業家、元三井住友海上火災保険社長（* 1942年）[70]
- 8月7日 - ジャン＝ルイ・コーエン（英語版）、フランスの建築家、建築史家（* 1949年）[71]
- 8月7日 - DJキャスパー（英語版）、アメリカ合衆国のディスクジョッキー（* 1965年）[72]
- 8月8日 - ユリヤ・ボリソワ （英語版）、ソビエト連邦、ロシアの女優、ソ連人民芸術家、労働英雄（* 1925年）[73]
- 8月8日 - フェデリコ・バーモンテス、スペインのサイクリスト、ツール・ド・フランス優勝者（* 1928年）[74]
- 8月8日 - 大塚滋、日本の食品化学者、食物史研究者（* 1928年）[75]
- 8月8日 - グドール・ゴンドウェ、マラウイの政治家、元財務相（* 1936年）[76]
- 8月8日（訃報発表日） - ゴードン・コンウェイ、イギリスの農業生態学者（* 1938年）[77]
- 8月8日 - シクスト・ロドリゲス、アメリカ合衆国のミュージシャン（* 1942年）[78]
- 8月8日 - ジェイミー・リード、イギリスの芸術家（* 1947年）[79][80]
- 8月9日 - ヴェラ・ヴァシリエワ（英語版）、ソビエト連邦、ロシアの女優、ソ連人民芸術家（* 1925年）[81]
- 8月9日 - アレクサンダル・マタノヴィッチ（英語版）、ユーゴスラビア、セルビアのチェスプレーヤー、グランドマスター（* 1930年）[82]
- 8月9日 - イタ・エヴェル（英語版）、エストニアの女優（* 1931年）[83]
- 8月9日 - ブライス・マーデン（英語版）、アメリカ合衆国の画家（* 1938年）[84]
- 8月9日 - 菅野道夫、日本のファジィ理論研究者、東京工業大学名誉教授（* 1940年）[85]
- 8月9日 - ペピーノ・ガリアルディ、イタリアのミュージシャン（* 1940年）[86]
- 8月9日 - ロビー・ロバートソン、カナダのミュージシャン、ギタリスト、ロックバンド「ザ・バンド」元メンバー（* 1943年）[87]
- 8月9日 - ロバート・スワン（英語版）、アメリカ合衆国の俳優、声優（* 1944年）[88]
- 8月9日（遺体発見日） - 米澤信雄、日本の非常勤講師、元岐阜県高校野球連盟会長、元岐阜県立飛騨神岡高等学校校長、元岐阜県立岐阜工業高等学校校長、米澤穂信の父（* 1952年?）[89]
- 8月9日 - 角掛留造、日本のミゼットプロレスラー【全日本女子プロレス所属】（* 1955年）[90]
- 8月9日（訃報発表日） - ヴェロニク・トリエ＝ルノワール（英語版）、フランスの腫瘍学者、欧州議会議員（* 1957年）[91]
- 8月9日（訃報発表日） - マリア・カンガ（英語版）、エクアドルの柔道家（* 1962年）[92]
- 8月9日 - フェルナンド・ビジャビセンシオ（英語版）、エクアドルの政治家、2023年エクアドル大統領選挙候補者（* 1963年）[93]
- 8月9日 - なない、日本のe-sportsキャスター（* 1990年）[94]
- 8月10日 - 森井眞、日本のフランス史研究者、元明治学院大学学長（* 1919年）[95]
- 8月10日 - ジャリラ・ハフシア（英語版）、チュニジアの小説家、文芸評論家、ジャーナリスト（* 1927年）[96]
- 8月10日 - アントネッラ・ルアルディ（英語版）、イタリアの女優（* 1931年）[97]
- 8月10日 - 桑原和男、日本のお笑いタレント、喜劇俳優、吉本新喜劇座員・元座長（* 1936年）[98]
- 8月10日 - ダニイル（主代郁夫）、日本ハリストス正教会の首座主教（* 1938年）[99][100]
- 8月10日（訃報発表日） - アレクサンドル・ヴィクトレンコ、ソビエト連邦、ロシアの宇宙飛行士（* 1947年）[101]
- 8月10日 - ヘンリー・ディッカーソン（英語版）、アメリカ合衆国のバスケットボール選手、コーチ（* 1951年）[102]
- 8月10日 - ミケーラ・ムルジャ（英語版）、イタリアの作家（* 1972年）[103]
- 8月11日 - 大出一博、日本の実業家、ファッションプロデューサー、SUNデザイン研究所会長（* 1942年）[104]
- 8月11日 - 田淵章二（英語版）（ショージ・タブチ）、アメリカ合衆国のフィドル演奏者、カントリーミュージック歌手、ショーランナー（* 1944年）[105][106]
- 8月11日 - ジョン・フィールダー（英語版）、アメリカ合衆国の風景写真家、環境運動家（* 1950年）[107]
- 8月11日 - ロン・ペノ（英語版）、オーストラリアのミュージシャン、ロックバンド「ダイド・プレッティ（英語版）」のメンバー（* 1955年）[108]
- 8月11日 - 田村真司、日本の登山家（* 1966年）[109][110]
- 8月11日 - ダレン・ケント、イギリスの俳優（* 1987年?）[111]
- 8月12日 - ベリット・リンドホルム（英語版）、スウェーデンのソプラノ歌手（* 1934年）[112]
- 8月12日 - 松旭斎すみえ、日本の奇術師、元日本奇術協会会長（* 1938年）[113]
- 8月12日 - イ・ギョンピョ（朝鮮語版）、韓国の女優（* 1962年）[114]
- 8月13日 - クラレンス・アヴァント（英語版）、アメリカ合衆国の音楽プロデューサー（* 1931年）[115]
- 8月13日 - パトリシア・ブレディン（英語版）、イギリスの女優、歌手（* 1935年）[116]
- 8月13日 - ジョゼ・ムリロ・デ・カルヴァーリョ（英語版）、ブラジルの歴史家（* 1939年）[117]
- 8月13日 - 越村敏昭、日本の実業家、元東京急行電鉄社長（* 1940年）[118]
- 8月13日 - ティエリー・デスポン（英語版）、フランスの建築家、インテリアデザイナー（* 1948年）[119]
- 8月13日 - 野中規雄、日本の音楽ディレクター（* 1948年）[120]
- 8月13日 - 井手洋子、日本の映画監督（* 1955年?）[121]
- 8月13日 - アレックス・コリンズ（英語版）、アメリカ合衆国のアメリカンフットボール選手（* 1994年）[122]
- 8月14日 - フランチェスコ・アルベローニ、イタリアの社会学者、ジャーナリスト、作家（* 1929年）[123]
- 8月14日（訃報発表日） - ザラーンディ・ラースロー（英語版）、ハンガリーの陸上競技選手（* 1929年）[124]
- 8月14日 - ルイ・マサンドー（英語版）、フランスの政治家、元郵便電信電話相（* 1931年）[125]
- 8月14日 - ウラジーミル・ゾリッチ（英語版）、ソビエト連邦、ロシアの数学者（* 1937年）[126]
- 8月14日 - ハリス・マン、イギリスの自動車デザイナー（* 1938年）[127]
- 8月14日 - ボリス・ドゥブロフスキー、ソビエト連邦のボート競技選手（* 1939年）[128]
- 8月14日 - 木村まき、元横浜事件再審請求人、木村亨の妻（* 1949年）[129]
- 8月14日 - ペッチ・オサターヌクラー（タイ語版）、タイのポップ歌手、シンガーソングライター、バンコク大学学長（* 1954年もしくは1960年）[130][131]
- 8月14日 - 木村颯、日本のボートレーサー（* 1998年）[132]
- 8月15日 - 藤間紋寿郎、日本の日本舞踊家（* 1921年）[133]
- 8月15日 - 尹起重、大韓民国の経済学者、延世大学校名誉教授（* 1931年）[134]
- 8月15日 - レア・ガルシア（英語版）、ブラジルの女優（* 1933年）[135]
- 8月15日（訃報発表日） - クラウス・ブグダール（英語版）、ドイツのサイクリスト（* 1934年）[136]
- 8月15日 - 飯守泰次郎、日本の指揮者（* 1940年）[137]
- 8月15日 - ビンデシュワル・パタック（英語版）、インドの社会学者（* 1943年）[138]
- 8月15日 - 生駒京子、日本の実業家、プロアシスト社長、元関西経済同友会代表幹事（* 1956年）[139]
- 8月15日（訃報発表日） - ウラジーミル・チモシニン（英語版）、ロシアの飛込競技選手、指導者（* 1970年）[140]
- 8月15日（訃報発表日） - 丸山俊平、日本のアニメプロデューサー、元アクタス社長（* 生年不明）[141]

## 16日 - 31日

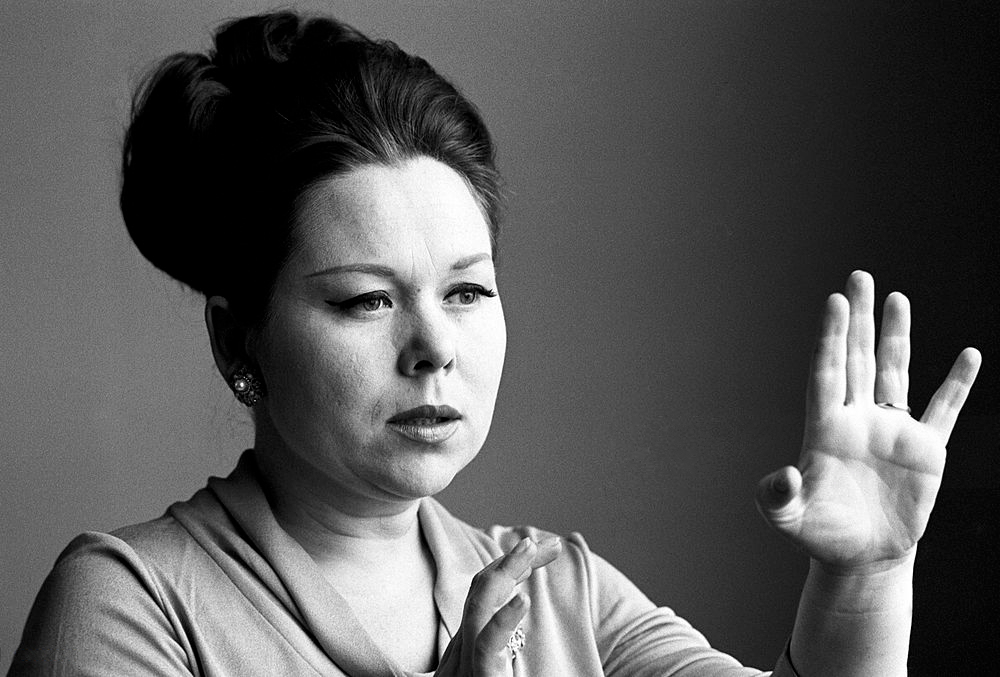
レナータ・スコット／8月16日没

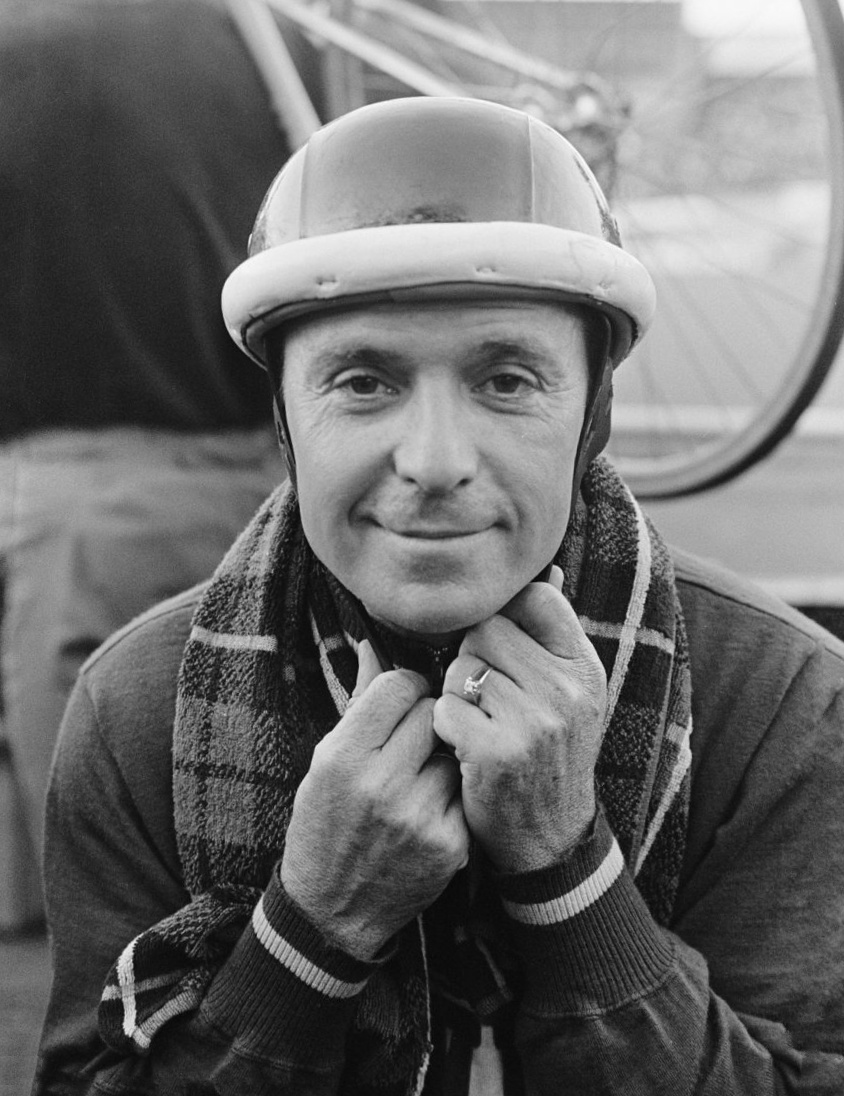
ギジェルモ・ティモネル／8月17日没

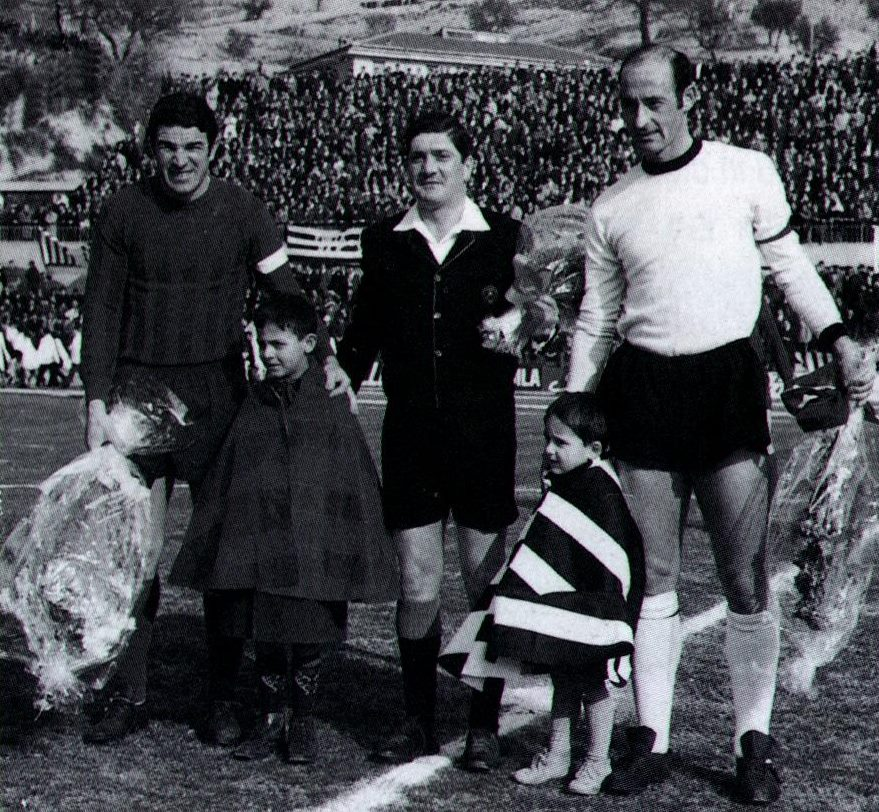
カルロ・マッツォーネ（右端）／8月19日没

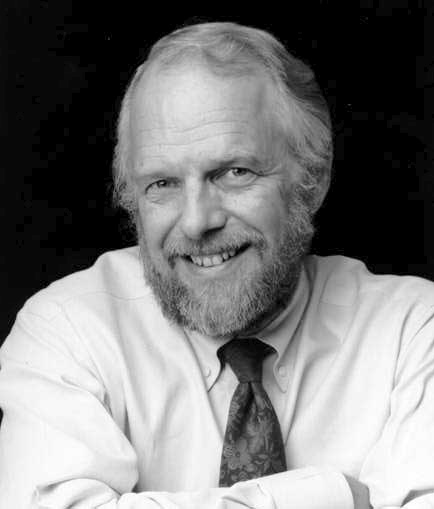
ジョン・ワーノック／8月19日没

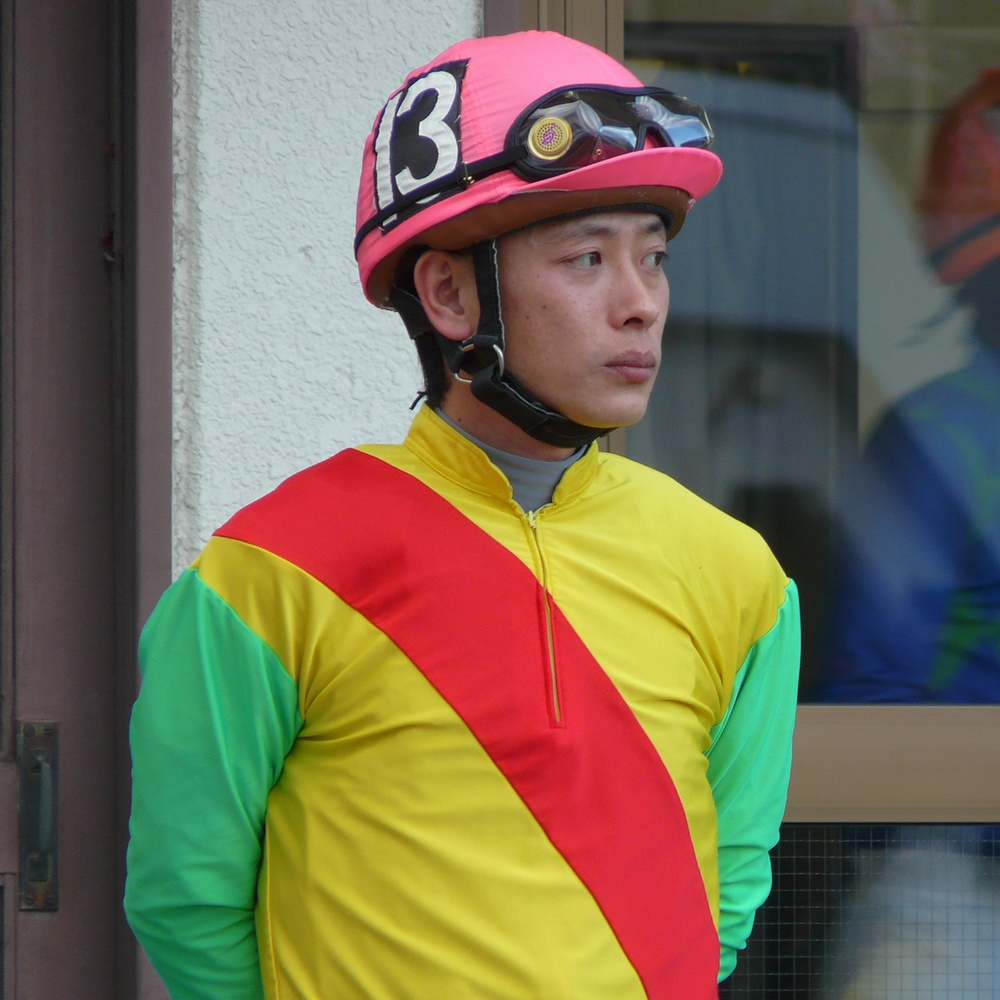
左海誠二／8月20日没

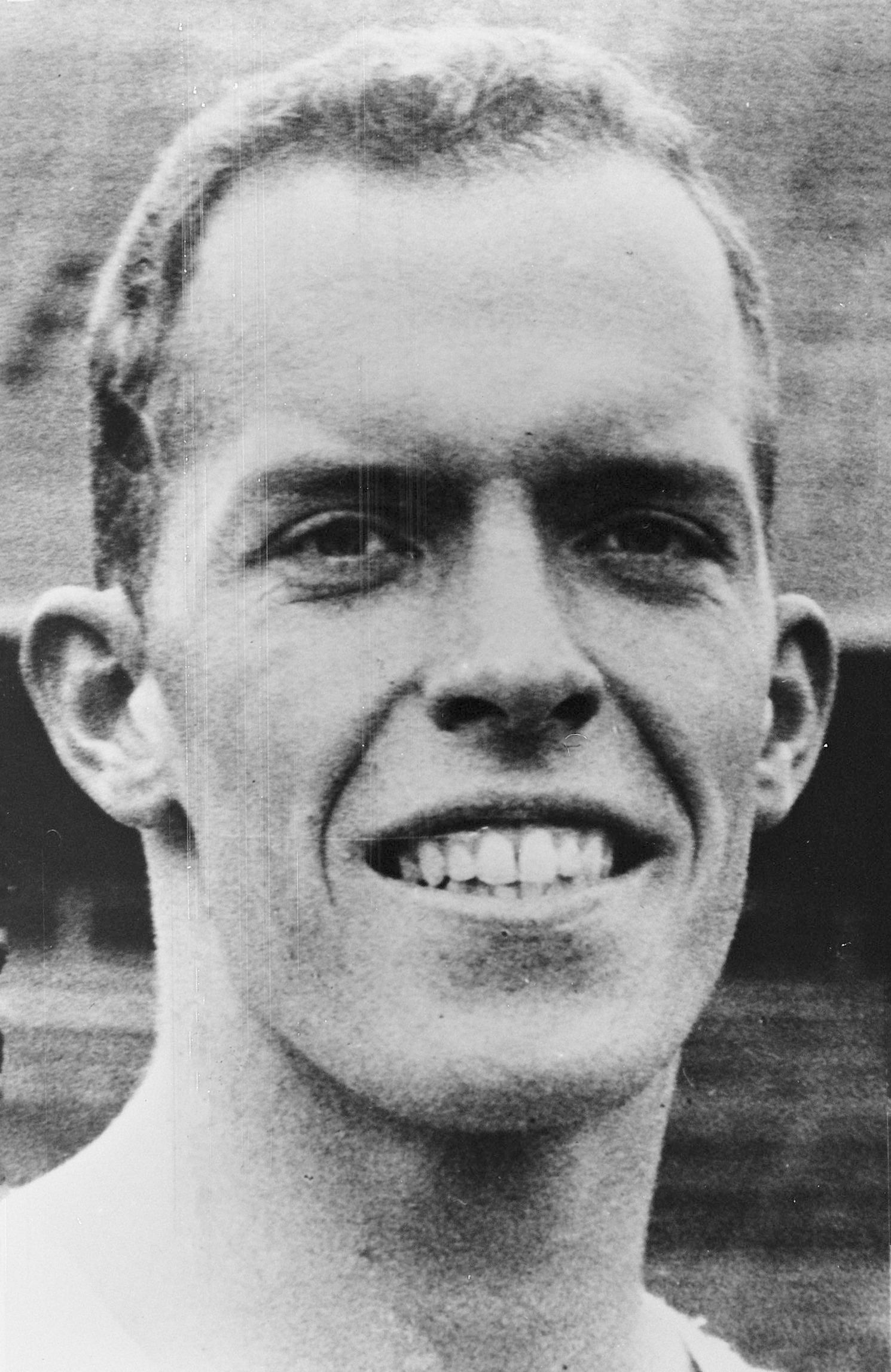
トム・コートニー／8月22日没

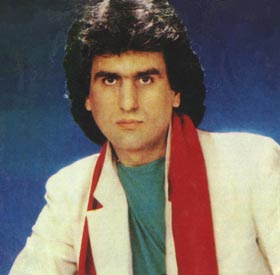
トト・クトゥーニョ／8月22日没

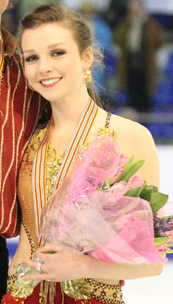
アレクサンドラ・ポール／8月22日没

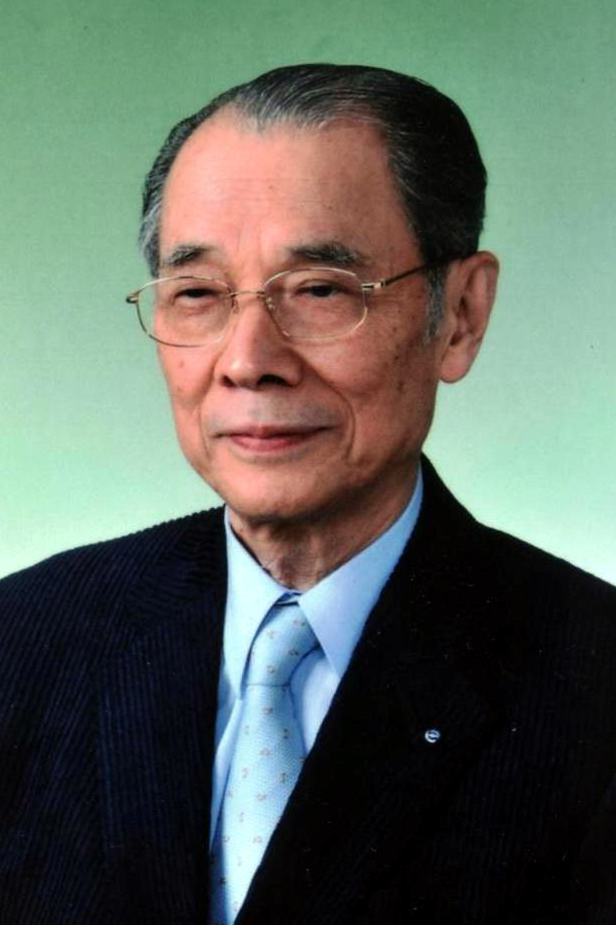
日比野光鳳／8月23日没

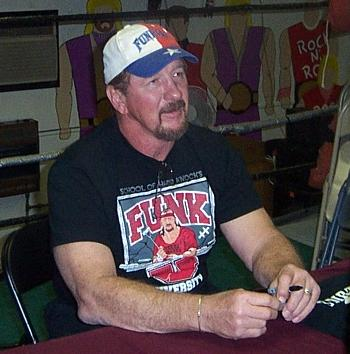
テリー・ファンク／8月23日没

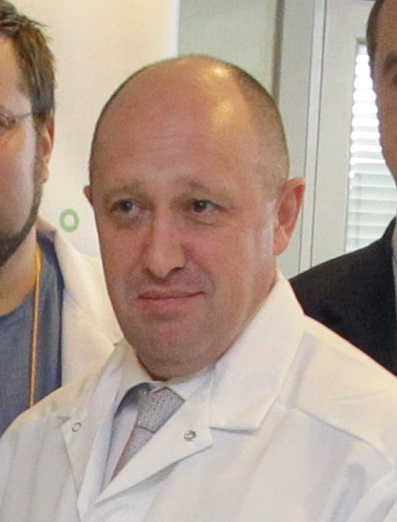
エフゲニー・プリゴジン／8月23日没

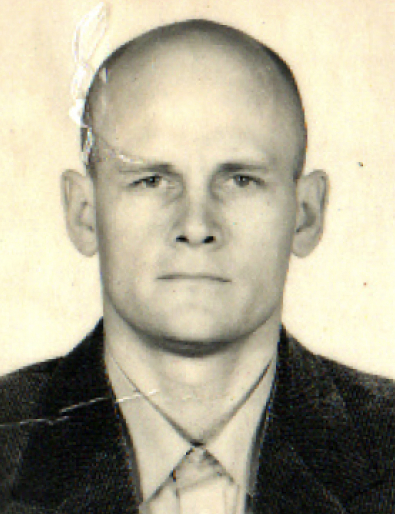
ドミトリー・ウトキン／8月23日没

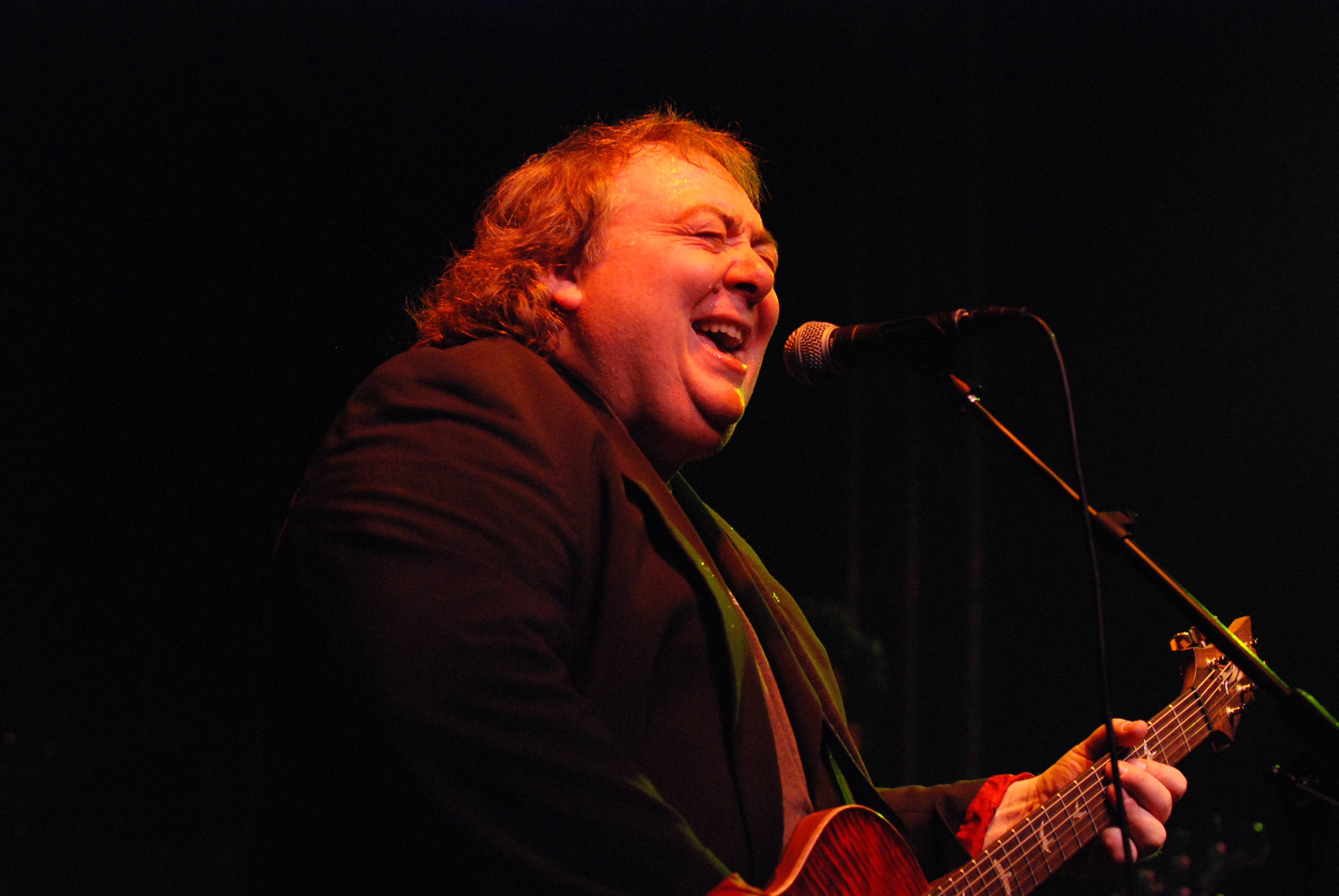
バーニー・マースデン／8月24日没

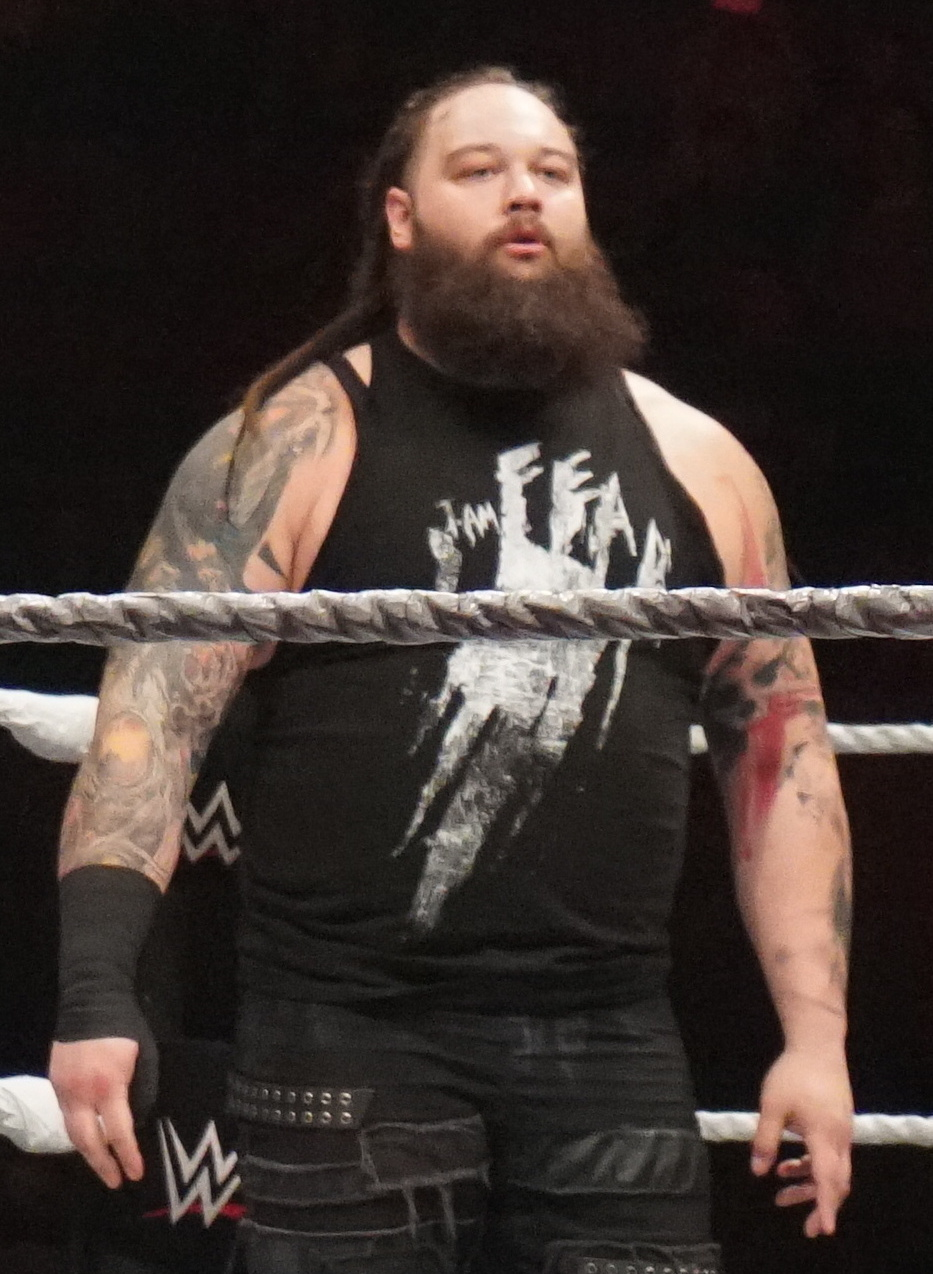
ウィンダム・ロタンダ／8月24日没

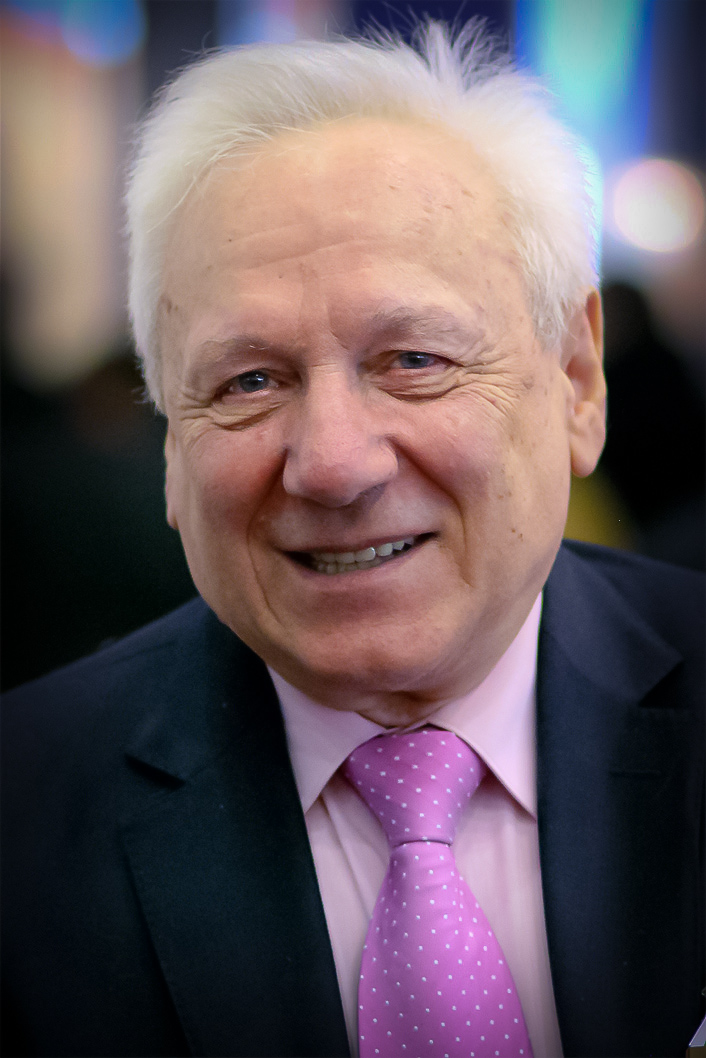
セルゲイ・フィラートフ／8月25日没

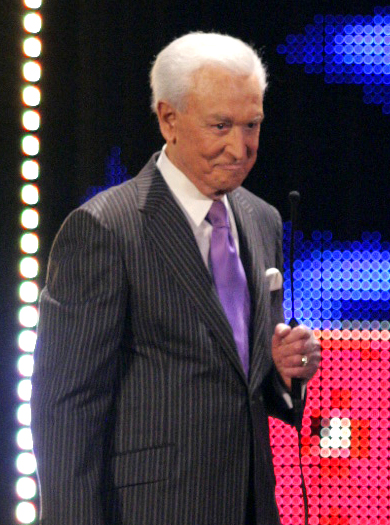
ボブ・バーカー／8月26日没

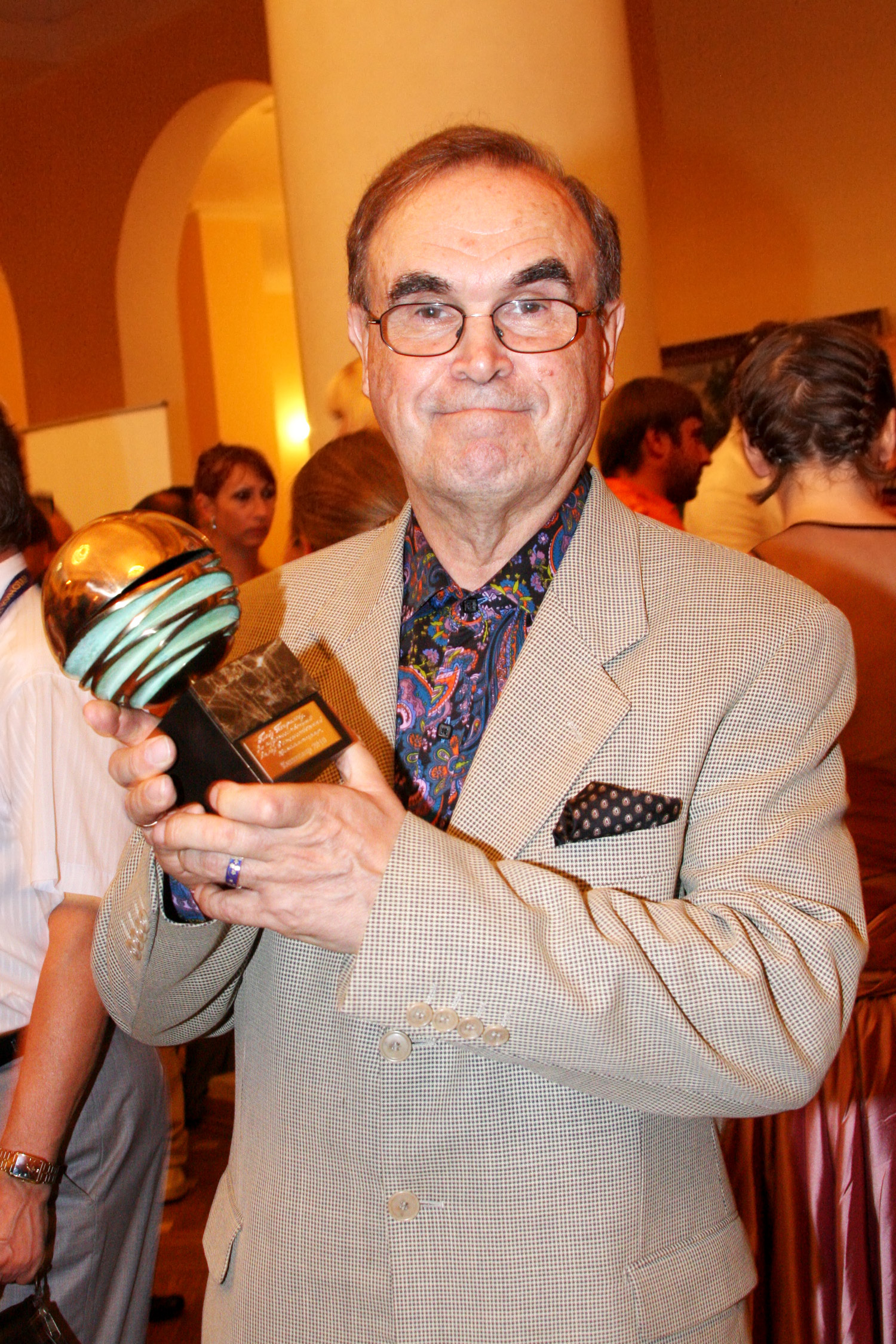
グレブ・パンフィーロフ／8月26日没

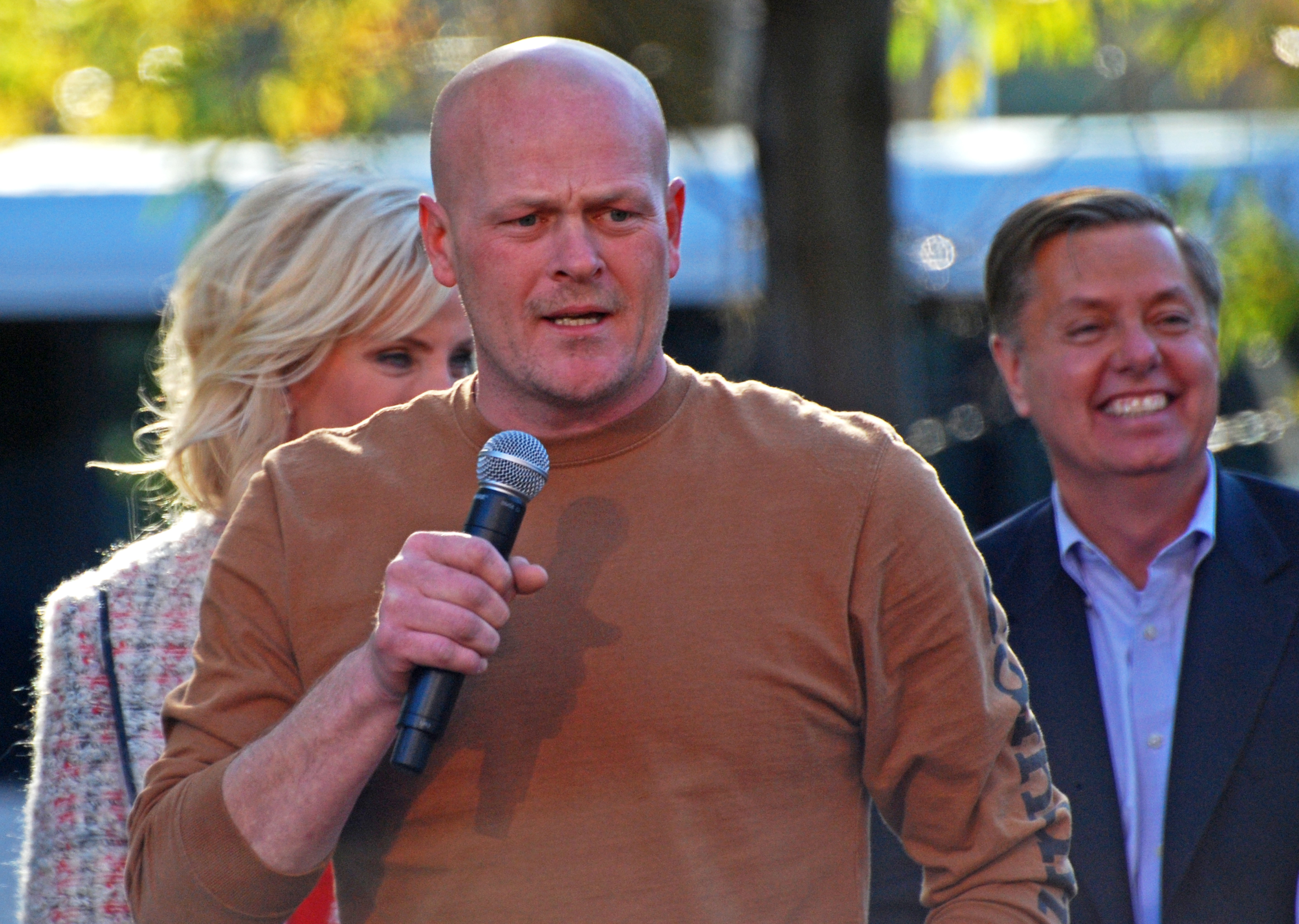
ジョー・ザ・プラマー／8月27日没

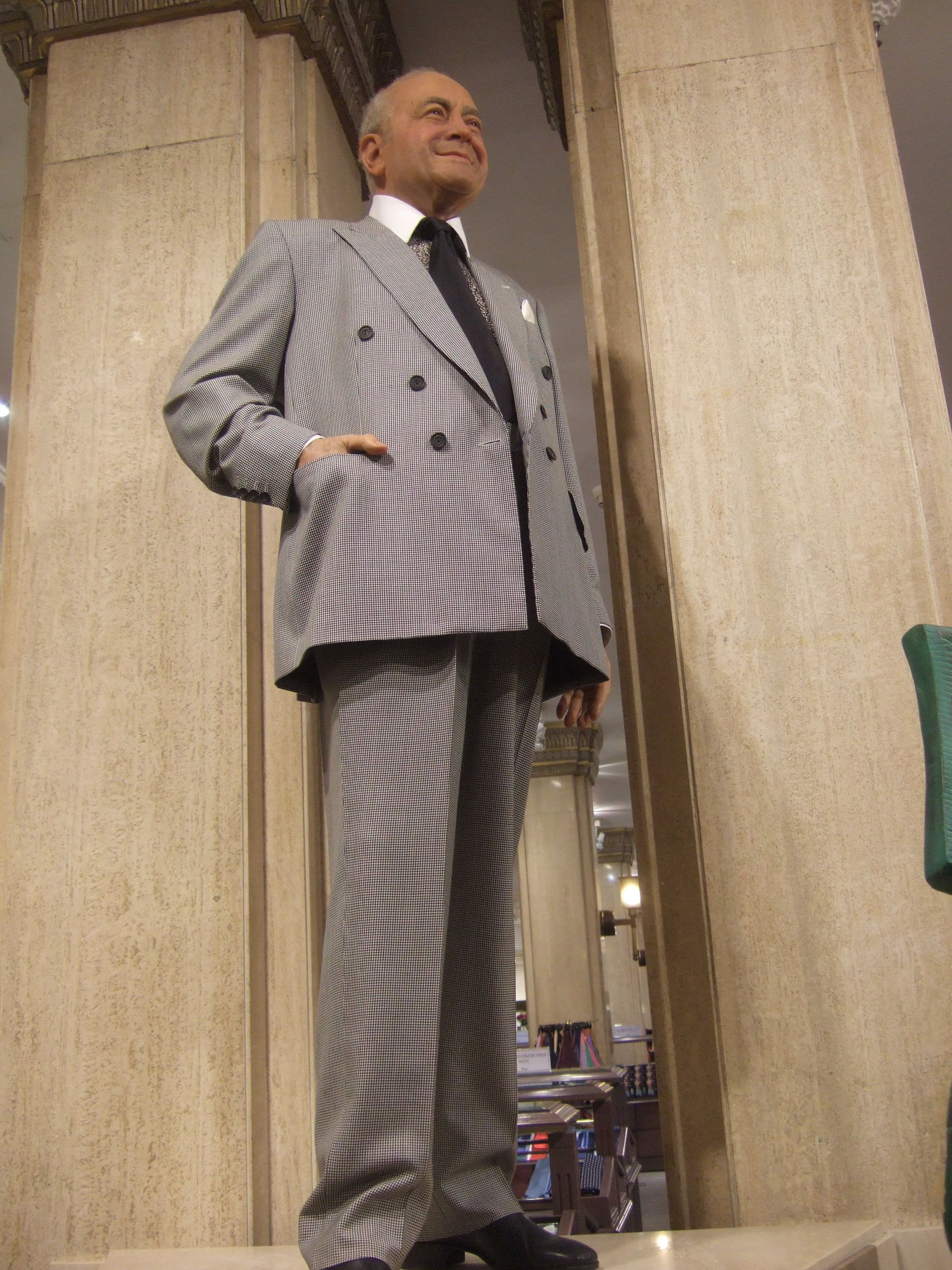
モハメド・アル＝ファイド／8月30日没

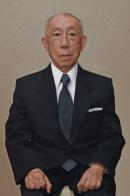
福原義春／8月30日没

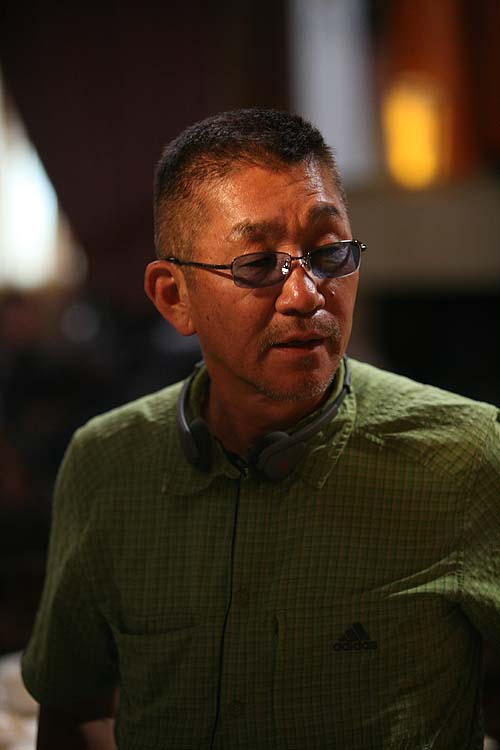
市川徹／8月30日没

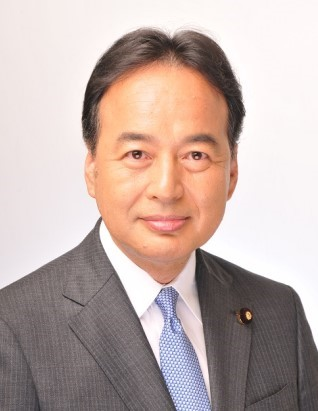
島村大／8月30日没

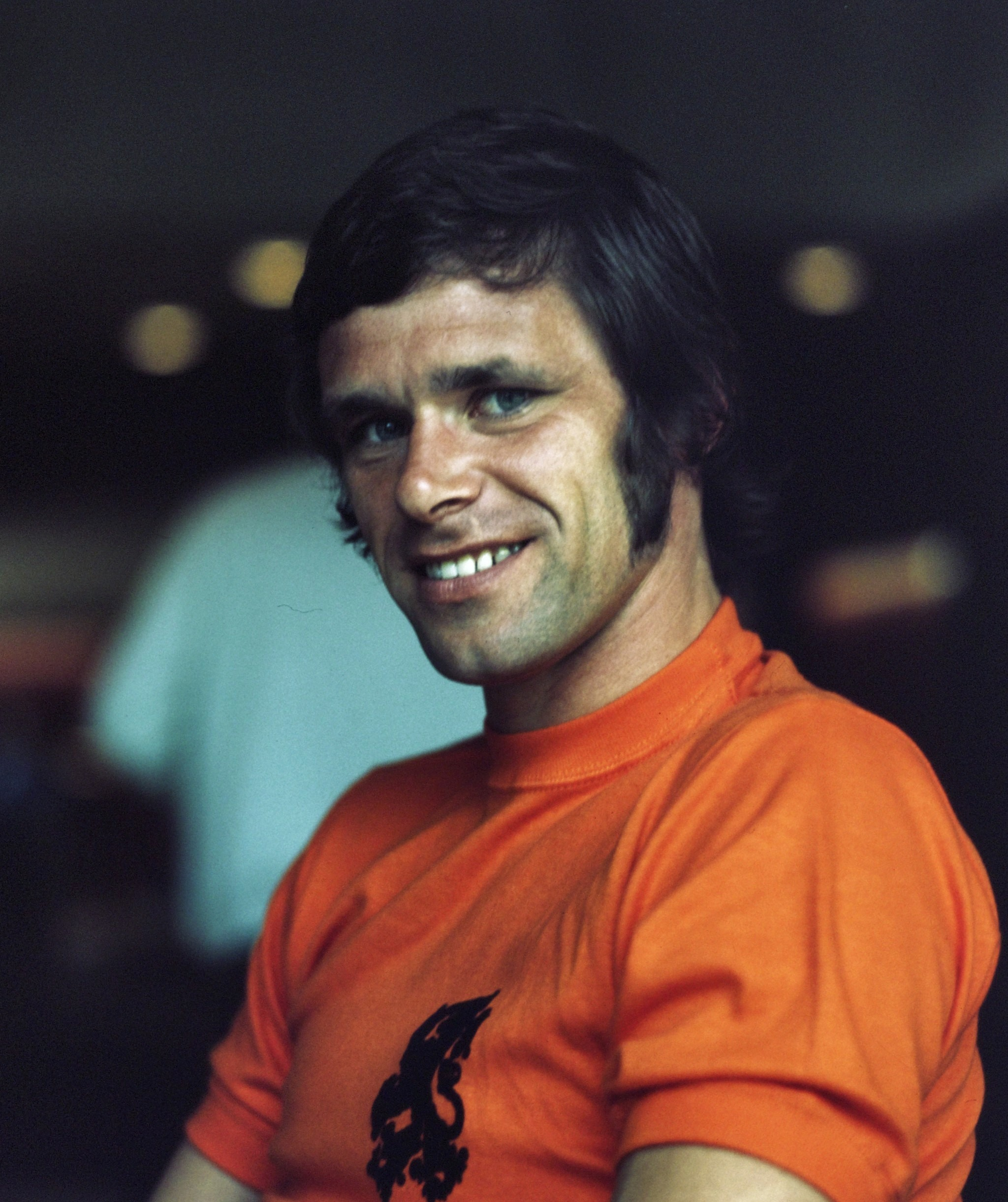
ヤン・ヨングブルート／8月31日没（訃報発表日）

- 8月16日 - 中西巌、広島原爆の被爆者、「旧被服支廠の保全を願う懇談会」共同代表（* 1930年）[142]
- 8月16日 - レナータ・スコット、イタリアのソプラノ歌手（* 1934年）[143]
- 8月16日 - ジェリー・モス、アメリカ合衆国の音楽プロデューサー（* 1935年）[144]
- 8月16日 - マイケル・パーキンソン（英語版）、イギリスのテレビ司会者、ブロードキャスター、ジャーナリスト（* 1935年）[145]
- 8月16日 - ベリズ・ベルキッチ（英語版）、ボスニア・ヘルツェゴビナの政治家、第5代大統領評議会議長（* 1946年）[146]
- 8月16日 - ゲンナジー・ロピレフ（ロシア語版）、ロシアのFSO将校、政治家、元FSO北コーカサス連邦管区長官、FSO中将（* 1954年）[147]
- 8月16日 - 亀山孝一郎、日本の皮膚科学医師、ドクターケイ共同開発者、青山ヒフ科クリニック院長（* 1955年）[148]
- 8月16日 - ピエール・アルフェリ（英語版）、フランスの小説家、詩人、随筆家（* 1963年）[149]
- 8月16日 - ゲンナジー・ジトコ、ロシアの軍人、元東部軍管区司令官（* 1965年）[150][151]
- 8月16日 - 埜口遥希、日本のロードレースレーサー（* 2001年）[152]
- 8月17日 - ギジェルモ・ティモネル、スペインのサイクリスト（* 1926年）[153]
- 8月17日 - ハワード・ベッカー（英語版）、アメリカ合衆国の社会学者（* 1928年）[154]
- 8月17日 - ジョン・デビット（英語版）、オーストラリアの競泳選手、1956年メルボルン4x200m自由形リレー・1960年ローマオリンピック100m自由形金メダリスト（* 1937年）[155]
- 8月17日 - カロル・ボブコ（英語版）、アメリカ合衆国の宇宙飛行士（* 1937年）[156]
- 8月17日 - ハイメ・フェルナンデス、スペイン出身の神学者、上智大学名誉教授（* 1938年）[157]
- 8月17日 - ゴギ・ハラバゼ（グルジア語版）、ジョージアの俳優（* 1942年）[158]
- 8月17日 - 大門正機、日本の材料工学者、東京工業大学名誉教授（* 1944年）[159]
- 8月17日 - ボビー・エリ（英語版）、アメリカ合衆国のギタリスト、ソングライター、プロデューサー、バンド「MFSB」のメンバー（* 1946年）[160][161]
- 8月17日 - ギャリー・ヤング（英語版）、アメリカ合衆国のドラマー（* 1953年）[162]
- 8月17日 - ダビド・オストロスキー（英語版）、メキシコの俳優（* 1956年）[163]
- 8月17日 - 五彩緋夏、日本の美容クリエイター、YouTuber（* 1999年）[164]
- 8月18日 - ジェームズ・バックリー（英語版）、アメリカ合衆国の政治家、裁判官（* 1923年）[165]
- 8月18日 - アル・クィー（英語版）、アメリカ合衆国の政治家、元ミネソタ州知事（* 1923年）[166]
- 8月18日 - イェルン・リール（英語版）、デンマークの作家（* 1931年）[167]
- 8月18日 - 瑞慶覧長方、日本の政治家、植物学者、元沖縄県議会議員・沖縄社会大衆党委員長（* 1932年）[168]
- 8月18日 - 亀井俊介、日本の比較文学者、アメリカ文学者、アメリカ大衆文化研究者、東京大学名誉教授（* 1932年）[169]
- 8月18日 - 田中丸善昌、日本の実業家、元小倉玉屋社長（* 1932年）[170]
- 8月18日 - 山本公士、日本の元プロ野球選手【阪急ブレーブス所属】（* 1942年）[171]
- 8月18日 - ジャン＝ルイ・ジョルジュラン（英語版）、フランスの陸軍大将（* 1948年）[172]
- 8月18日 - 横田秀示、日本の地方公務員、兵庫県明石市副市長（* 1963年）[173]
- 8月19日 - 川畠ヨ子、日本のスーパーセンテナリアン（* 1913年）[174]
- 8月19日 - 福島和夫、日本の作曲家、音楽学者（* 1930年）[175]
- 8月19日 - ジョヴァンニ・フェルレンギ（英語版）、イタリアのサイクリスト（* 1931年）[176][177]
- 8月19日 - グロリア・コーツ（英語版）、アメリカ合衆国の作曲家（* 1933年）[178]
- 8月19日 - トニーノ・ツォルツィ（イタリア語版）、イタリアのバスケットボール選手、指導者（* 1935年）[179]
- 8月19日 - カルロ・マッツォーネ、イタリアのプロサッカー選手・監督（* 1937年）[180]
- 8月19日 - ハワード・ハバード（英語版）、アメリカ合衆国のカトリック教会の聖職者（* 1938年）[181]
- 8月19日 - エツコ・プライス、日本出身の美術収集家、ジョー・プライスの妻（* 1939年?）[182]
- 8月19日 - ジョン・ワーノック、アメリカ合衆国の計算機科学者、プログラマ、アドビの共同設立者（* 1940年）[183]
- 8月19日 - イーゴリ・ヤスロヴィッチ（英語版）、ロシアの俳優（* 1941年）[184]
- 8月19日 - フランチェスコ・スコルザ（英語版）、イタリアのプロサッカー選手（* 1946年）[185]
- 8月19日 - ジャン＝クロード・ナレ（英語版）、フランスの陸上競技選手（* 1947年）[186]
- 8月19日 - 鈴木一誌、日本のグラフィックデザイナー（* 1950年）[187]
- 8月19日 - 山本二三、日本のアニメーション美術監督、アニメーション監督（* 1953年）[188]
- 8月19日 - ヴァーツラフ・パテイドル（英語版）、スロバキアの作曲家（* 1954年）[189]
- 8月19日 - ロン・セファス・ジョーンズ（英語版）、アメリカ合衆国の俳優（* 1957年）[190]
- 8月20日 - イザベル・クルーク（英語版）、中華人民共和国在住のカナダの教育者、人類学者（* 1915年）[191]
- 8月20日 - 桑山忠明、在アメリカ合衆国の日本の美術家（* 1932年）[192]
- 8月20日 - 土屋邦雄、日本のヴィオラ奏者（* 1933年）[193]
- 8月20日 - 金子勝彦、日本のスポーツアナウンサー【元毎日放送・東京12チャンネル（現・テレビ東京）所属】（* 1934年）[194]
- 8月20日 - デイヴィッド・ジェイコブズ、アメリカ合衆国の脚本家（* 1939年）[195]
- 8月20日 - ウラジーミル・ザハロフ（英語版）、ロシアの数理物理学者（* 1939年）[196]
- 8月20日 - ハワード・スポーデック（英語版）、アメリカ合衆国の歴史家（* 1941年）[197]
- 8月20日 - 道幸哲也、日本の法学者、北海道大学名誉教授（* 1947年）[198]
- 8月20日 - ダニエル・コーエン（英語版）、フランスの経済学者（* 1953年）[199]
- 8月20日 - アイヴァルス・ラズデニェクス（英語版）、ソビエト連邦、ラトビアのボート競技選手（* 1954年）[200]
- 8月20日 - 榎望（川口晴）[201]、日本の映画プロデューサー、脚本家（* 1960年）[202]
- 8月20日 - 左海誠二、日本の競馬調教師、元騎手【千葉県競馬組合所属】（* 1975年）[203]
- 8月21日 - エイブ・ジェイコブズ、ニュージーランドのプロレスラー（* 1928年）[204]
- 8月21日 - 沈鵬（中国語版）、中華人民共和国の書道家、詩人、美術評論家、出版関係者（* 1931年）[205]
- 8月21日 - 髙梨昌芳、日本の経営者、高梨乳業名誉会長（* 1932年）[206]
- 8月21日 - 中村青史、日本の日本文学研究者、元熊本大学教授（* 1934年）[207]
- 8月21日 - 野村昇史、日本の俳優（* 1938年）[208]
- 8月21日 - セルゲイ・バプコフ（英語版）、ロシアのバスケットボール選手（* 1967年）[209]
- 8月22日 - C・R・ラオ、インドとアメリカ合衆国の数学者、統計学者（* 1920年）[210]
- 8月22日 - 平敷兼貴、日本の工学者、琉球大学名誉教授（* 1925年?）[211]
- 8月22日 - トム・コートニー、アメリカ合衆国の陸上競技選手、1956年メルボルンオリンピック（男子800m・4x400mリレー）金メダリスト（* 1933年）[212]
- 8月22日 - トト・クトゥーニョ、イタリアの歌手、ソングライター（* 1943年）[213]
- 8月22日 - 古沢憲司、日本の元プロ野球選手【阪神タイガース・西武ライオンズ・広島東洋カープ所属】（* 1948年）[214]
- 8月22日 - おかゆうた、日本の漫才師、お笑いコンビ「おかけんた・ゆうた」メンバー（* 1962年）[215]
- 8月22日 - レ・ヴァン・タイン（英語版）、ベトナムの政治家、副首相、ベトナム共産党中央委員会委員（* 1962年）[216]
- 8月22日 - アレクサンドラ・ポール、カナダのフィギュアスケート選手（* 1991年）[217]
- 8月23日 - 日比野光鳳、日本の書家（* 1928年）[218]
- 8月23日 - 佐藤文夫、日本の実業家、元東芝社長（* 1929年）[219]
- 8月23日 - ホセ・ルイス・アルバレス（英語版）、スペインの政治家、元交通通信相、マドリード市長（* 1930年）[220]
- 8月23日 - 佐野ぬい、日本の洋画家、元女子美術大学学長（* 1932年）[221]
- 8月23日 - ロバート・ヘイル、アメリカ合衆国のバスバリトン歌手（* 1933年）[222][223]
- 8月23日 - 大島宏彦、日本の実業家、中日新聞社最高顧問、元中日ドラゴンズオーナー（* 1934年）[224]
- 8月23日 - バンジャマン・ブンクル（英語版）、コンゴ共和国の政治家、元外相（* 1942年）[225]
- 8月23日 - テリー・ファンク、アメリカ合衆国の元プロレスラー、第51代NWA世界ヘビー級選手権者（* 1944年）[226][227]
- 8月23日 - ハーシャ・パラディ（英語版）、アメリカ合衆国の女優（* 1945年）[228]
- 8月23日 - 桜井晶司、日本の社会運動家、布川事件の元被告人（* 1947年）[229]
- 8月23日 - トヴェリ州エンブラエル・レガシー600墜落事故での死亡者[230][231]
  - エフゲニー・プリゴジン、ロシアの実業家、軍人、ワグネル・グループのリーダー（* 1961年）
  - ドミトリー・ウトキン、ロシアの軍人、ワグネル・グループのリーダー（* 1970年）
- 8月24日 - 森日洸、日本の日蓮宗僧侶、本満寺貫主（* 1931年）[232]
- 8月24日 - 沢田英明、日本の実業家、元ヤマウラ社長（* 1934年?）[233]
- 8月24日 - ブラート・バエケノフ、カザフスタンの政治家、軍人、元国家保安委員会議長、安全保障会議書記、内務相（* 1942年）[234]
- 8月24日 - 橋爪謙始、日本の絵コンテデザイナーhttps://x.com/risaku/status/1827112122851193046?lang=bg
- 8月24日 - クロード・ピカソ（英語版）、フランスの著作権管理者、パブロ・ピカソの息子（* 1947年）[235]
- 8月24日 - バーニー・マースデン、イギリスのギタリスト（* 1951年）[236]
- 8月24日 - 中村春花、日本の歌舞伎俳優（* 1959年）[237]
- 8月24日 - 佐藤哲也、日本の小説家（* 1960年）[238]
- 8月24日 - ウィンダム・ロタンダ、アメリカ合衆国のプロレスラー（* 1987年）[239]
- 8月24日 - 横山SAKEVI、日本のロックヴォーカリスト、G.I.S.M.ヴォーカル（* 生年不明）[240]
- 8月24日 - 伊藤めぐみ、日本の女優（* 1949年）[241]
- 8月25日 - ベリサリオ・ベラスコ（英語版）、チリの政治家、元内相（* 1936年）[242]
- 8月25日 - セルゲイ・フィラートフ、ロシアの政治家、元ロシア大統領府長官（* 1936年）[243]
- 8月25日 - 岡部耕大、日本の劇作家（* 1945年）[244]
- 8月25日 - 村上昌幸、日本の競馬調教師【岩手県競馬組合所属】（* 1954年）[245]
- 8月25日 - シャフリヤル・ラヒモフ（英語版）、アゼルバイジャンのサッカー選手（* 1989年）[246]
- 8月25日 - アンドリー・ピルシチコウ、ウクライナの軍人、パイロット、ウクライナ空軍少佐（* 1993年）[247]
- 8月25日 - テイル・デ・デッカー（英語版）、ベルギーのレーシングサイクリスト（* 2001年）[248]
- 8月26日 - ボブ・バーカー、アメリカ合衆国の司会者、動物の権利活動家（* 1923年）[249]
- 8月26日 - 美濃部美津子、日本の作家（* 1924年）[250]
- 8月26日 - 李鍌（中国語版）、台湾の文字学者、言語学者、国語教育者（* 1927年）[251]
- 8月26日 - ジェラルド・マジェラ・アニェロ（英語版）、ブラジルの枢機卿（* 1933年）[252]
- 8月26日 - グレブ・パンフィーロフ、ロシアの映画監督、脚本家（* 1934年）[253]
- 8月26日 - 張旭成（中国語版）、台湾の政治家、元国家安全会議副秘書長（* 1936年）[254]
- 8月26日 - 金錫元（朝鮮語版）、韓国の実業家、双竜自動車創業者、元国会議員（* 1945年）[255]
- 8月26日 - ジョニー広瀬、日本のマジシャン（* 1948年）[256]
- 8月26日 - アンジェイ・プレツィグス（英語版）、ポーランドの俳優（* 1949年）[257]
- 8月26日 - ベルトラン・マルシャン（英語版）、フランスのサッカー指導者、元サッカー選手、元サッカーチュニジア代表監督（* 1953年）[258]
- 8月26日 - アーリーン・ソーキン（英語版）、アメリカ合衆国の女優（* 1955年）[259]
- 8月26日 - Bara、日本のベーシスト、ロックバンド「SODOM」メンバー（* 1963年?）[260]
- 8月26日 - 村井利行、日本の政治家、北海道新十津川町議会議員（* 1950年[261]）[262]
- 8月27日 - ジャヤンタ・マハパトラ（英語版）、インドの詩人（* 1928年）[263]
- 8月27日 - 遠藤実、日本の外務省官僚、元在ジュネーブ国際機関日本政府代表部大使（* 1932年?）[264]
- 8月27日 - 張培瑜（中国語版）、中華人民共和国の古天文学者（* 1935年）[265]
- 8月27日 - ドン・サンドクィスト（英語版）、アメリカ合衆国の政治家、元テネシー州知事（* 1936年）[266]
- 8月27日 - スヴェトラーナ・アディルハエワ（英語版）、ソビエト連邦、ロシアのバレリーナ、ソ連人民芸術家（* 1938年）[267]
- 8月27日 - パット・コラレス（英語版）、アメリカ合衆国のプロ野球選手、監督、指導者（* 1941年）[268]
- 8月27日 - モティウル・ラフマン（英語版）、バングラデシュの政治家、元宗教相（* 1942年）[269]
- 8月27日 - 與儀亨、日本の作曲家、編曲家（* 1952年?）[270]
- 8月27日（訃報発表日） - アンヴァル・イブラギモフ（英語版）、ソビエト連邦、ロシアのフェンシング選手、1988年ソウルオリンピックフルーレ団体金メダリスト（* 1965年）[271]
- 8月27日（訃報発表日） - ブライアン・マクブライド（英語版）、アメリカ合衆国のミュージシャン（* 1970年）[272]
- 8月27日 - ジョー・ザ・プラマー（ジョー・ワーゼルバッカー）、アメリカ合衆国の政治活動家（* 1973年）[273]
- 8月28日 - ルーベン・シンクレア、カナダ最高齢男性、世界最高齢の第二次世界大戦退役軍人、(1911年)
- 8月28日 - 糸洲長勇、日本の実業家、元八重山毎日新聞社長（* 1941年?）[274]
- 8月28日 - 縣良二、日本の実業家、元日本工業新聞社社長（* 1948年?）[275]
- 8月28日 - 梅津貴昶、日本の舞踏家（* 1948年）[276]
- 8月29日 - タイウォ・アキンクンミ（英語版）、ナイジェリアの公務員、ナイジェリア国旗のデザイナー（* 1936年）[277]
- 8月29日 - ギジェルモ・テイリエル（英語版）、チリの政治家、チリ共産党議長（* 1943年）[278]
- 8月29日 - 山本直樹、日本の政治家、地方公務員、香川県議会議員【自由民主党香川県政会所属】（* 1947年）[279]
- 8月29日 - ワルデマル・ビクトリーノ（英語版）、ウルグアイのプロサッカー選手、元同国代表（* 1952年）[280]
- 8月29日 - aki、日本のミュージシャン、ヴォーカリスト、ロックバンドLaputaの元ヴォーカル（* 1970年）[281][282]
- 8月30日 - モハメド・アル＝ファイド、エジプトの実業家、富豪（* 1929年）[283]
- 8月30日 - アサナシオス・クサルハス（英語版）、ギリシャの政治家、元貿易相（* 1931年）[284]
- 8月30日 - 福原義春、日本の実業家、資生堂名誉会長（* 1931年）[285][286]
- 8月30日 - 市川徹、日本の映画監督（* 1948年）[287]
- 8月30日 - ジャック・ソンニ（英語版）、アメリカ合衆国のギタリスト（* 1954年）[288]
- 8月30日（遺体発見日） - クットベッティン・アルズ（英語版）、トルコの政治家、元食品・農業・畜産相（* 1955年）[289]
- 8月30日 - 島村大、日本の政治家、歯科医師、厚生労働大臣政務官兼内閣府大臣政務官（第1次岸田内閣[290]・第2次岸田内閣[291]）、自由民主党所属の参議院議員（* 1960年）[292]
- 8月30日 - ジョン・ムウェテ・ムルアカ、ザイール（現・コンゴ民主共和国）出身のタレント、電気工学研究者、国際政治評論家、元鈴木宗男私設秘書（* 1961年）[293]
- 8月31日 - アーサー・レオン（英語版）、ニュージーランドのプロサッカー選手、元同国代表（* 1931年）[294]
- 8月31日 - 橋場登、日本の実業家、元新日本空調社長（* 1931年）[295]
- 8月31日 - アナトリー・サス（英語版）、ソビエト連邦、ロシアのボート競技選手（* 1935年）[296]
- 8月31日 - 司徒兆敦（中国語版）、中華人民共和国の映画監督、北京電影学院教授（* 1938年）[297]
- 8月31日（訃報発表日） - ヤン・ヨングブルート、オランダのプロサッカー選手、元同国代表（* 1940年）[298]
- 8月31日 - 小池邦夫（wikidata）、日本の書家、日本絵手紙協会創設者（* 1941年）[299]
- 8月31日 - シルビナ・ルナ（英語版）、アルゼンチンの女優（* 1980年）[300]

## 没日不明
- チ・ゴヌ（朝鮮語版）、大韓民国の俳優（* 1978年）[301]